# Zhuangzi
Zhuāngzǐ (chinesisch 莊子 / 庄子, W.-G. Chuang-tzu; * um 365 v. Chr.; † 290 v. Chr.) bedeutet „Meister Zhuang“. Sein persönlicher Name war Zhuāng Zhōu (莊周 / 庄周). Zhuangzi war ein chinesischer Philosoph und Dichter. Im von Deutschland gepachteten Kiautschou wurde der Name nach dem Lessing-Othmer-System als Dschuang Dsï geschrieben, dessen vereinfachte Variante Dschuang Dsi durch Richard Wilhelms Erstübersetzung aus dem Jahr 1912 im Deutschen populär wurde. Die ebenfalls veraltete Transkription nach dem Stange-System ist Tschuang-tse.
Ein berühmtes, zu Teilen von seiner Hand stammendes Werk wird ebenfalls „Zhuangzi“ genannt. Es bekam im Zuge der Verehrung Zhuang Zhous als daoistischer Heiliger im Jahre 742 unter Kaiser Xuanzong den Ehrentitel Nanhua Zhenjing (南華眞經 / 南华真经,  Nánhuā zhēnjīng, abgekürzt 南華經 / 南华经,  Nánhuājīng), von Richard Wilhelm als „Das wahre Buch vom südlichen Blütenland“. übersetzt („Zhenjing“ kann als „Klassiker“ oder „wahre Schrift“ übersetzt werden, „Nanhua“ als Ortsbezeichnung oder möglicherweise als Name einer Person) Zusammen mit dem Daodejing gilt es als Hauptwerk des Daoismus, wobei eine daoistische Institution zur Zeit des Zhuangzi nicht nachweisbar ist. Die Schrift gilt als eine der literarisch schönsten, interessantesten und schwierigsten der chinesischen Geistesgeschichte.

## Leben
Wie bei fast allen seinen Zeitgenossen sind die biografischen Daten Zhuangzis nur bruchstückhaft und nicht gesichert. Die wesentlichen Angaben stammen von Sima Qian (ca. 145–90 v. Chr.). Seinem Werk Shiji (Kap. 63) zufolge hatte Zhuangzi eine Zeit lang ein Amt im „Lackgarten“ (漆園 / 漆园,  Qīyuán) inne, der zur Stadt Meng (蒙, heute Anhui) im Staat Song gehörte:

„Zhuangzi war ein Mann aus Meng (heutiges Anhui), sein Rufname war Zhou. Er bekleidete in Meng ein Amt im Lackgarten (Qiyuan) und war ein Zeitgenosse von König Hui von Liang (r. 369-335) und König Xuan von Qi (r. 369-301). Es gab kein Gebiet, auf dem er sich nicht auskannte, in der Hauptsache aber berief er sich auf die Sprüche von Laozi. So schrieb er ein Buch mit mehr als 100’000 Wörtern, die überwiegend Gleichnisse darstellen. Er verfaßte »Der alte Fischer, »Räuber Zhi« und »Kisten aufbrechen«, um die Anhänger des Konfuzius zu bespötteln und die Lehre von Laozi zu erläutern. Die »Ödnis von Weilei« und »Kangsangzi« gehören zu den erfundenen Geschichten ohne Bezug zur Wirklichkeit. Er war ein begnadeter Dichter und Wortkünstler, schilderte Tatsachen und entdeckte Zusammenhänge; all dies nutzte er, um die Konfuzianer und Mohisten bloßzustellen, selbst die größten Gelehrten seiner Zeit, vermochten es nicht, ihn zu widerlegen. Die Worte flossen und sprudelten aus ihm hervor und trafen unvermittelt den Kern. Daher gelang es weder den Königen und Fürsten noch sonstigen großen Männern, ihn an sich zu binden. Als König Wei von Chu von der Begabung Zhuangzis hörte, entsandte er einen Boten mit reichen Geschenken, um ihn als Minister [an den Hof] zu locken. Zhuangzi lächelte und sprach zu dem Boten von Chu: »Tausend Goldstücke, welch hohes Gehalt; ein Ministerposten, welch eine Ehre! Bist du der einzige, der noch kein Opferrind draußen vor der Stadt gesehen hat? Man mästet es erst einmal, dann werden ihm mit Ornamenten bestickte [Decken] übergeworfen, um es ins Innere des Tempels zu führen, da kann es sich noch so sehr wünschen, sich in ein einsames Ferkelchen zu verwandeln – wird man ihm dies gewähren? Verschwinde, aber flott, und besudele mich nicht! Ich streife lieber friedlich umher und wälze mich in einer ekelhaft stinkenden Schlammpfütze, als mich von den Gepflogenheiten am Hofe an den Zaum legen zu lassen; bis ans Lebensende werde ich kein Amt bekleiden, sondern meinem Willen folgen.«“

Bis auf eine Aufseherschaft in einem Lackgarten (Qiyuan) verweigerte sich Zhuangzi wohl allen Ämtern. Eine Haltung, die sich bereits im ersten Kapitel ausdrückt: Als der heilige Herrscher Yao – eine der bedeutendsten Figuren in der chinesischen Überlieferung – ‚Freigeber‘ die Führung des Reichs anbietet, so antwortet dieser:

„Xu You sprach: „Du regierst und der Staat ist schon geordnet. Soll ich nun deinen Platz einnehmen, um Ruhm zu erlangen? Ruhm ist nur ein Beiwerk des Wirklichen. Soll ich es tun, um ein Beiwerk zu ergattern? Der Zaunkönig baut sein Nest tief im Wald und braucht nicht mehr als einen Ast. Der Maulwurf nippt Wasser aus dem Fluß und trinkt nur soviel, bis sein Bauch gefüllt ist. Kehr um und harre aus, Herr! Für mich ist es nutzlos, den Staat zu regieren. Selbst wenn ein Koch die Küche nicht in Ordnung hält, überläßt er dem Totenpriester die Kelche und Opfergefäße nicht und läßt ihn nicht an seine Stelle treten.“

Die höchste Ehre wird hier mit dem Hinweis auf die einfachsten körperlichen Bedürfnisse ausgeschlagen: So wie der Maulwurf nur soviel trinkt, wie er durstig ist, ist auch ‚Freigeber‘ schon zufrieden, wenn er einen vollen Magen hat. Da Zhuangzi wohl entsprechend im wirklichen Leben handelte, herrschten in seiner Familie oft ärmliche Verhältnisse.
Zhuangzi war verheiratet und pflegte Kontakt zu verschiedenen anderen Philosophen und Philosophie-Schulen. Er soll der Schüler des Tian Zifang gewesen sein. Im Buch Zhuangzi trägt das gesamte 21. Kapitel den Namen „Tian Zifang“ als Überschrift. Demnach sei Tian Zifang ein Schüler des Dongguo Shunzi (東郭順子 / 东郭顺子) gewesen, der sich wiederum einige Passagen weiter mit Zhuangzi getroffen und sich von ihm belehren lassen habe. Damit erscheint es unwahrscheinlich, dass Zhuangzi zugleich der Schüler von Tian Zifang und der Lehrer von Dongguo Shunzi gewesen sei. Christoph Harbsmeier vermutet, dass Hui Shi, auch Huizi 惠子 (Meister Freundlichkeit) genannt (380-305 v. u. Z.), ein Sophist aus der 'Schule der Namen' (mingjia) der Meister oder Mentor von Zhuangzi gewesen sei. In Abschnitt 13.1 beschreibt Zhuangzi abstrakt seinen Lehrmeister, ohne eine Person beim Namen zu nennen:

„Mein Lehrmeister, mein Lehrmeister! Scharf [beobachtet] er die zahllosen Lebewesen, ohne zu verurteilen; wohlwollend begegnet er den zahllosen Generationen, doch nicht aus Menschlichkeit; er ist älter als das Altertum doch hebt sein Alter nicht hervor; er überspannt den Himmel, trägt die Erde, prägt die Gestalt der zahlreichen Lebewesen, doch betrachtet sich nicht als Schöpfer – das ist natürliche Freude...“

In Zhuangzis Schriften finden sich verstreut auch konfuzianische Züge, insbesondere die Frühlings- und Herbstannalen werden mit Achtung erwähnt. Im Vergleich zu anderen historischen Persönlichkeiten fällt auf, dass Zhuangzi meist recht menschlich dargestellt wird, ohne jegliche Idealisierung, wie dies beispielsweise bei Laozi der Fall ist. Einige Passagen des Buches Zhuangzi berichten von einigen Schülern oder Anhängern, die Zhuangzi offenbar bereits zu Lebzeiten gefolgt seien. So wandert er in Abschnitt 20.1 in den Bergen und debattiert mit seinen Schülern darüber, welche Gans zu schlachten sei, die schnatternde oder die stille. In Kapitel 32.16 versammeln sich seine Schüler um ihn, da es sich abzeichnet, dass er sterben würde; sie wollen ihn mit einem großartigen Begräbnis ehren, doch er lehnt dies ab.
Der historische Wahrheitsgehalt der Anekdoten im Buch Zhuangzi über die Person Zhuangzi kann bezweifelt werden. Die Aufzeichnungen Sima Qians erfolgten knapp zweihundert Jahre nach Zhuangzis Tod, und aus der Zwischenzeit sind keine schriftlichen Zeugnisse von ihn überliefert. Dennoch sollte die Skepsis an der Historizität der Person Zhuangzi nicht soweit gehen, seine Existenz völlig zu leugnen oder alle Anekdoten über sein Leben für erfunden zu halten.

## Werk und Textgestalt

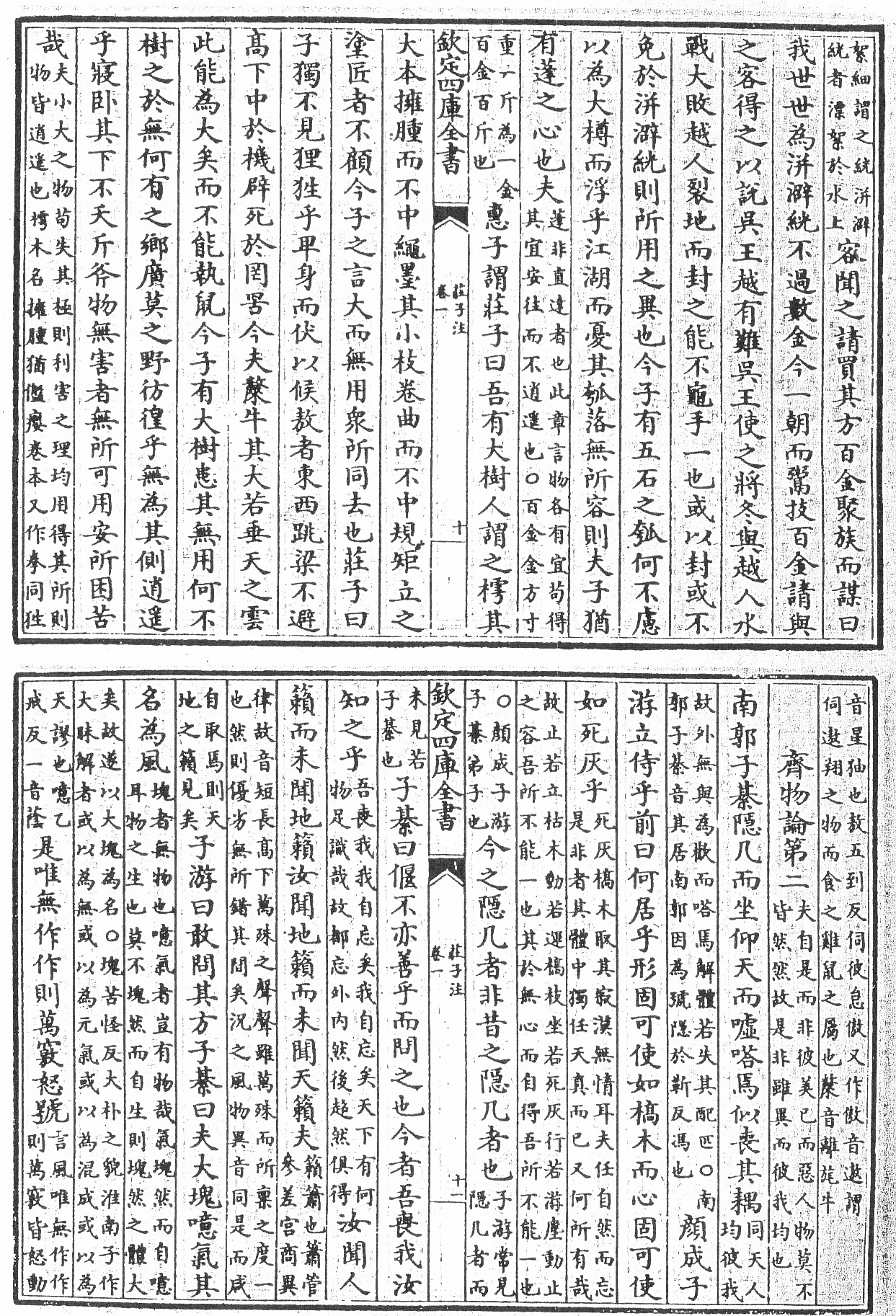
Ausschnitt des „Zhuangzi“ aus dem „Siku Quanshu“.

Das Buch „Zhuangzi“ ist eine Textsammlung, deren Autorschaft teilweise ungeklärt ist. Nach allgemeinem Dafürhalten schreibt man der Person Zhuangzi nur die ersten sieben Kapitel zu, die anderen Kapitel mögen von Anhängern seiner Schule zusammengetragen worden sein. Einen brauchbaren Überblick über diese ersten sieben Kapitel vom Standpunkt des Daoismus als Philosophie gibt Richard Wilhelm in seinem 1925 veröffentlichten Kommentar „Die Lehren des Laotse“ (beinhaltet in: R. Wilhelm, „Laotse. Tao te king. Das Buch vom Weg des Lebens“, Bastei Lübbe, Bergisch Gladbach, 2. Auflage: Januar 2003):

„… Dschuang Dsi gibt uns nicht nur taoistische Lebensweisheit, sondern eine richtige taoistische Philosophie. Seine philosophischen Grundlagen finden sich in den ersten 7 Büchern, dem sogenannten inneren Abschnitt. …
Das erste Buch heißt »Wandern in Muße«. Es bildet die Exposition des Ganzen. Das irdische Leben mit seinen Schicksalen und Einflüssen wird verglichen mit einer kleinen Wachtel, … während das Leben in seliger Muße frei ist von allen Kleinlichkeiten. Es wird verglichen mit dem ungeheuren Vogel P’ong, dessen Flügel wie hängende Wolken durch den Himmel fahren. …
Von besonderer Wichtigkeit ist das zweite Buch »Vom Ausgleich der Weltanschauungen«. Hier wird die Lösung der philosophischen Streitfragen der Zeit vom taoistischen Standpunkt aus gegeben. … Dschuang Dsi hat im Anschluß an das Tao te king alle diese entgegengesetzten, in logischen Auseinandersetzungen begriffenen Anschauungen in ihrer notwendigen Bedingtheit erkannt. Da keine Seite ihr Recht beweisen konnte, fand Dschuang Dsi den Ausweg von der Disputation zur Intuition, …
Im dritten Buch kommt die praktische Anwendung dieser Erkenntnis. Es gilt den Herrn des Lebens zu finden, nicht irgend eine besondere einzelne Lage zu erstreben, sondern den Hauptlebensadern nachzugehen und sich mit der äußeren Stellung abzufinden, in der man sich vorfindet; denn nicht eine Veränderung der äußeren Verhältnisse ist es, die uns retten kann, sondern eine andere Einstellung zu den jeweiligen Lebensverhältnissen vom Tao her. Dadurch ist der Zugang gegeben zu der Welt, die jenseits der Unterschiede ist.
Im vierten Buch führt der Schauplatz aus dem Einzelleben hinaus in die Menschenwelt. … Auch hier gilt es, das Umfassende des Standpunktes zu wahren, sich nicht zu binden – in irgendwelche Vereinzelung hinein. Denn die Vereinzelung gibt zwar Brauchbarkeit, aber gerade diese Brauchbarkeit ist der Grund dafür, daß man verwendet wird. Man wird eingespannt in den Zusammenhang der Erscheinungen, wird ein Rad in der großen Gesellschaftsmaschine, aber eben dadurch zum Berufsmenschen und einseitigen Fachmann, während der »Unbrauchbare«, der über den Gegensätzen Stehende eben dadurch sein Leben rettet.
Das fünfte Buch handelt vom »Siegel des völligen Lebens«. Es zeigt durch verschiedene Parabeln, wie die innere Berührung mit dem Tao, die das wahre absichtfreie Leben gibt, einen inneren Einfluß über die Menschen ausübt, vor dem jede äußere Unzulänglichkeit verschwinden muß. Es sind Geschichten von Krüppeln und Menschen von monströser Häßlichkeit, durch die diese Wahrheit gerade wegen des Paradoxen der äußeren Verhältnisse am deutlichsten sich kundgibt.
Zu den wichtigsten Büchern des Dschuang Dsi gehört das sechste: »Der große Ahn und Meister«. Es behandelt das Problem des Menschen, der zu dem großen Ahn und Meister, zum Tao, den Zugang gefunden hat. »Die wahren Menschen fürchteten sich nicht, einsam zu sein. Sie vollbrachten keine Heldentaten, sie schmiedeten keine Pläne. … Sie kannten nicht die Freude am Leben und nicht die Abneigung vor dem Tode. … Gelassen kamen sie, gelassen gingen sie. ...«
Das siebente Buch »Für den Gebrauch der Könige und Fürsten« bildet den Abschluß und handelt von dem Herrschen durch Nichtherrschen. »Der höchste Mensch«, heißt es da, »gebraucht sein Herz wie einen Spiegel. Er geht den Dingen nicht nach und geht ihnen nicht entgegen. Er spiegelt sie wider, aber er hält sie nicht fest.«“

Die heutige Version des Textes stammt vom Philosophen Guo Xiang (253 – 312) aus der Westlichen Jin-Dynastie, ist also einige hundert Jahre jünger als der von Zhuangzi verfasste Urtext. Guo Xiang hat den Text umgearbeitet und gekürzt, noch im Literaturkatalog des Hanshu ist von einer Fassung aus 52 Kapiteln (pian) die Rede. Von Guo Xiang stammt auch der erste Kommentar zum Buch „Zhuangzi“, der auf die weitere Rezeption erheblichen Einfluss besaß.
Die heutige Textversion wird in drei Teile geteilt:
- neipian （内篇）: die inneren Kapitel (1–7), welche von Zhuangzi selbst verfasst wurden,
- waipian（外篇）: die äußeren Kapitel (8–22) und
- zapian（杂篇）: die vermischten Schriften (23–33).

Unumstritten ist nur die Autorschaft der inneren Kapitel. Einige äußere (in Frage kommen XVII-XXII) können ebenfalls als authentisch gelten. Zum vollen Verständnis der inneren Kapitel muss jedoch trotz allem auch der Zusammenhang mit Abschnitten der äußeren Kapitel hergestellt werden. Wenn auch nach textkritischer Hinsicht verfehlt, wird daher von den meisten traditionellen Kommentatoren und auch von heutigen Philosophen für die inhaltliche Erschließung der gesamte Text zu Grunde gelegt. (Trotzdem wird im Folgenden gekennzeichnet: Ist die Rede von »Zhuangzi«, so ist damit die Person gemeint und der Text der inneren Kapitel. Auf Teile der äußeren Kapitel wird Bezug genommen, indem hier vom Buch »„Zhuangzi“« die Rede ist.)
Die Kapitel, deren Autorschaft ungeklärt ist, lassen sich verschiedenen Schulrichtungen zuordnen:
1. Zhuangzi selbst (I-VII) oder direkte Schüler (XVII-XXII, 4. Jh. v. Chr.)
2. vom Daodejing beeinflusste Primitivisten, evtl. der Nongjia zugehörig (VIII-XI, ca. 205 v. Chr.)
3. „Synkretisten“ möglicherweise Nachfolger von Liu An von Huai-nan (XII-XVI, evtl. XXXIII, ca. 130 v. Chr.)
4. „Individualisten“ um Yang Zhu (XXVIII-XXXI, ca. 200 v. Chr.)

Die formale Textgestalt des „Zhuangzi“ ist charakterisiert durch eine für das alte China inhaltliche und stilistische Komplexität und poetische Kunstgriffe. Einige Passagen sind in Reimform verfasst. Die Sprache des Werkes weist auf eine sonst nicht weiter überlieferte Tradition hin, die wohl im Süden Chinas im Staate Song lebendig war. Im Gegensatz zu Laozi kleidet Zhuangzi seine Meinungen und Erkenntnisse in kunstvoll formulierte Parabeln, kurze Abhandlungen zu philosophischen Problemen und anekdotenhafte Dialoge und Erzählungen. Dies hat zur Folge, dass die Anzahl der Wörter, denen der Status eines Fachbegriffs zugewiesen kann, recht gering ist. Einige sind der konfuzianischen Tradition entnommen.
| Begriffe mit besonderer Bedeutung im „Zhuangzi“                                               | Begriffe mit besonderer Bedeutung im „Zhuangzi“ | Begriffe mit besonderer Bedeutung im „Zhuangzi“ |
| --------------------------------------------------------------------------------------------- | ----------------------------------------------- | ----------------------------------------------- |
| Chinesischer Begriff                                                                          | Umschrift                                       | Bedeutung                                       |
| 天                                                                                            | tiān                                            | Himmel                                          |
| 德                                                                                            | dé                                              | Tugend                                          |
| 道                                                                                            | dào                                             | Weg                                             |
| 氣                                                                                            | qì                                              | Lebenskraft, Atem                               |
| 精                                                                                            | jīng                                            | Essenz, Samen, Geisteszustand, Chi-Zustand      |
| 神                                                                                            | shén                                            | Geist (der Toten), Geisteszustand               |
| 心                                                                                            | xīn                                             | Herz                                            |
| 君子                                                                                          | jūnzǐ                                           | Edler (Konfuzius)                               |
| 賢人 / 贤人                                                                                   | xiánrén                                         | der Tugendhafte / Wissende (Konfuzius)          |
| 聖人 / 圣人                                                                                   | shèngrén                                        | der Heilige / Weise (Konfuzius)                 |
| 真人                                                                                          | zhēnrén                                         | der wahre / authentische Mensch*                |
| 至人                                                                                          | zhìrén                                          | der Vollendete*                                 |
| 神人                                                                                          | shénren                                         | der geistige Mensch*                            |
| *Zhuangzis Ideal des Menschen. Die drei Bezeichnungen werden meist gleichbedeutend gebraucht. |                                                 |                                                 |

## Lehre

### Einleitung

#### Geistiges und politisches Umfeld
Zhuangzi lebte in einer Zeit großer politischer und geistiger Umbrüche. Während dieser Zeit der Streitenden Reiche kämpften verschiedene Fürsten um die Vorherrschaft, die alten Traditionen und Riten wurden nicht mehr mit dem vormaligen Ernst gepflegt und auch das Vertrauen in die oberste Gottheit, den Himmel (天,  tiān) war im Schwund begriffen, wenngleich sich Konfuzius um eine Erneuerung bemüht hatte und Mencius den Himmel zum abstrakten obersten Prinzip der konfuzianischen Philosophie ausbaute. Zugleich entstand eine Vielzahl von anderen philosophischen Schulen, welche sich gegenseitig bekämpften, weshalb man auch von der Zeit der Hundert Schulen spricht.
Man kann davon ausgehen, dass Formen und Ansätze, die dem daoistischen Denken ähnlich sind, schon zur Zeit der Person Zhuangzis vorhanden waren und dieser an sie anknüpfte, wenngleich das Werk Zhuangzis zusammen mit dem Laozis die frühesten schriftlichen Quellen darstellt.

#### Stellung zum Konfuzianismus
Die zur Zeit Zhuangzis wichtigste philosophische Schule war der Konfuzianismus. Seine genauen Kenntnisse hierüber nutzte Zhuangzi vor allem zu scharfer und pointierter Kritik, so ersann er humorvolle Begegnungen zwischen Konfuzius und Laozi, die den Konventionalismus und Zeremonialismus der Konfuzianer als übertrieben erscheinen lassen.
Viele der Geschichten rühmen die Nutzlosigkeit und zeigen eine Ablehnung konfuzianischer Selbstkultivierung. Darüber hinausgehend werden an vielen Stellen die Konfuzianer mit ihren Regeln und Vorschriften für den bedauernswerten Zustand der Welt verantwortlich gemacht. Die im „Zhuangzi“ erscheinende Zivilisations- und Kulturkritik wurde zu einem wesentlichen Element der chinesischen Geisteswelt, und der im „Zhuangzi“ gepriesene Rückzug in die idyllische Natur übte auf die chinesische Gebildetenschicht einen starken Einfluss aus.
Zhuangzi lehnte dabei die kulturellen Formen, Sitten, Bräuche und Wahrnehmungsmuster nicht grundsätzlich ab, versuchte aber ihnen gegenüber eine Biegsamkeit und Spontaneität zu erlangen, so dass er vorgegebenen Interpretationsmustern nicht mehr ausgeliefert war. Er sah den Fehler der Konfuzianer darin, dass diese vergessen, dass Anstand und Sitte von ihnen selbst aufgestellt sind. Gerät der menschliche Ursprung nämlich in Vergessenheit, so ist der Einzelne den starren Regeln des Zusammenlebens ausgeliefert, die nicht mehr bloß einem Miteinander dienen, sondern umgekehrt den Einzelnen einschränken und ihn seiner Spontaneität berauben.
Zhuangzi verwies darauf, dass die Menschen vergangener Zeitalter noch einen ursprünglichen Bezug zu Gesetz und Sitte hatten: „Im Gesetz sahen sie [die wahren Menschen des Altertums] das Wesen der Staatsordnung, in den Umgangsformen eine Erleichterung des Verkehrs, im Wissen die Erfordernisse der Zeit, im geistigen Einfluss das Mittel, die Menschen zu sich hinanzuziehen.“

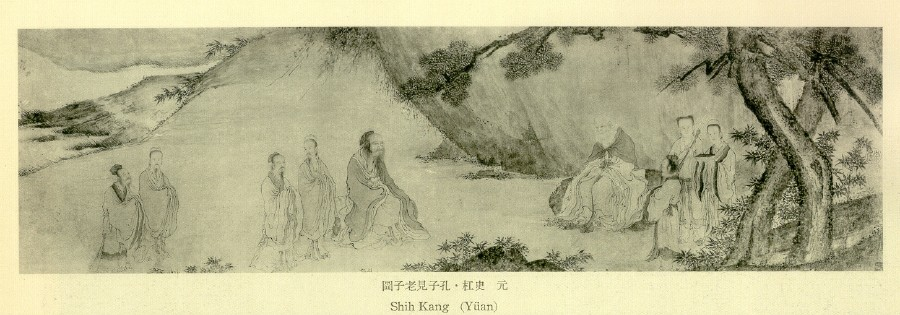
Konfuzius trifft Laozi: Das „Zhuangzi“ enthält einige amüsante ausgedachte Geschichten über das Zusammentreffen der beiden Meister.

Zhuangzi stellte dem Ideal der Konfuzianer (der Edle) das des heiligen bzw. wahren Menschen (Zhenren) entgegen.
Dieser steht den gesellschaftlichen Ansprüchen mit einer verfügenden Distanz gegenüber, mit jener Leichtigkeit, welche „die Menschen des Altertums“ noch gegenüber Gesetz, Sitte, Wissen und Einfluss hatten, als diese noch nicht durch die Konfuzianer zu Imperativen ausgebaut wurden.
Zhuangzi kritisierte jedoch nicht den Lehrer Konfuzius, der selber noch darauf hinwies, dass es wichtig ist, sich nicht sklavisch den Regeln zu ergeben (vielmehr der Situation und dem Kontext nach zu entscheiden), sondern dessen Schüler, welche die lebendige Lehre des Konfuzius zum starren Konfuzianismus verknöcherten. Zurück blieb so in den Augen Zhuangzis lediglich ein leerer Formalismus, der sein ursprüngliches Verhältnis zur eigenen Natur verloren hatte:

„Wenn man jemand im Marktgedränge auf den Fuß tritt, so entschuldigt man sich wegen seiner Unvorsichtigkeit. Wenn ein älterer Bruder seinem jüngeren auf den Fuß tritt, so klopft er ihm auf die Schulter. Tun’s die Eltern, so erfolgt nichts weiter. Darum heißt es: Höchste Höflichkeit nimmt keine besondere Rücksicht auf die Menschen; höchste Gerechtigkeit kümmert sich nicht um Einzeldinge; höchste Weisheit schmiedet keine Pläne; höchste Liebe kennt keine Zuneigung, höchste Treue gibt kein Pfand …“

Zhuangzi machte also nicht eine Immoralität gegen Konfuzius geltend, sondern das, was er für die wahre und ursprüngliche Moral zwischen den Menschen hielt.

#### Eröffnung des„Zhuangzi“
Die Eröffnungsgeschichte des „Zhuangzi“ handelt vom Vogel Pong (Richard Wilhelm übersetzt mit „Rokh“, wobei er mit einer Fußnote darauf hinweist, dass das chinesische Wort „Pong“ lautet) und der Wachtel. Beide Wesen sind in der Dingwelt befangen, dem Bereich, in welchem alles der Relativität unterworfen ist:

„Sein Rücken (sc. Pong) gleicht dem Großen Berge; seine Flügel gleichen vom Himmel herabhängenden Wolken. Im Wirbelsturm steigt er kreisend empor, viel tausend Meilen weit bis dahin, wo Wolken und Luft zu Ende sind und er nur noch den schwarzblauen Himmel über sich hat. Dann macht er sich auf nach Süden und fliegt nach dem südlichen Ozean.

Eine flatternde Wachtel verlachte ihn und sprach: »Wo will der hinaus? Ich schwirre empor und durchstreiche kaum ein paar Klafter, dann laß ich mich wieder hinab. Wenn man so im Dickicht umherflattert, so ist das schon die höchste Leistung im Fliegen. Aber wo will der hinaus?«“

Das Wissen der Wachtel entspricht dem der gewöhnlichen Menschen: Was größer ist als sie, nennen sie groß, was kleiner ist als sie, nennen sie klein. Was ihre Umgebung für richtig hält, nennen sie richtig, was ihre Umgebung für falsch hält, nennen sie falsch. Zwar hat der große Vogel, wenn er aufsteigt, eine deutlich höhere Perspektive als die Wachtel, die aus ihren beschränkten Ansichten heraus über ihn spottet, allerdings ist er, um die entsprechende Höhe zu erreichen, an seine Größe und sein Gewicht gebunden. Beide Positionen, die der Wachtel – des ungebildeten Menschen – aber auch die höherliegende Perspektive des Vielwissenden, erscheinen Zhuangzi verfehlt, denn beide verbleiben in einer Abhängigkeit: die Wachtel ist beschränkt, weil sie nur das Dickicht kennt und höchstens ein paar Schritte fliegt, aber auch der große Vogel bleibt auf eine Menge Wind angewiesen, um sein Gewicht in die Höhe zu befördern. Beide verbleiben also, da sie auf etwas angewiesen sind, in der Dingwelt, sie bleiben für ihr Wissen an etwas gebunden, ihr Wissen ist lediglich relativ.
Die Abhängigkeit beider rührt daher, dass sich ihr Wissen lediglich auf sinnliche Erfahrung stützt. Erfahrungswissen jedoch lässt sich nur in einer bestimmten Menge anhäufen, je nach Aufwand ist es das einer Wachtel oder des Vogels Pong. Zhuangzi richtet seinen Blick hingegen nicht auf einzelne Gegenstände des Wissens, sondern sein Gegenstand ist der Kosmos als einheitliches Ganzes und dessen ewiger Wandel. Im Bezug hierauf suchte Zhuangzi ein Denken zu entfalten, das auf nichts mehr angewiesen ist, eine Position jenseits der beschränkten Relativität.
Traditionelle Lesart
Der entsprechende Abschnitt wurde von einigen chinesischen Interpreten traditionell anders verstanden, was auf den einflussreichen Kommentar von Guo Xiang († 312) zurückgeht und dessen Position auch Fung Yu-Lan noch aufgreift. Von ihnen wird die Ansicht vertreten, dass Zhuangzi mit der Gegenüberstellung beider Positionen, der großen und der kleinen, deutlich machen möchte, dass es für die Glückseligkeit eines jeden einzelnen am besten ist, wenn er in seiner Dimension verbleibe. Hierzu wird insbesondere auf die ähnliche Geschichte der Schildkröte hingewiesen.
Mit großer Deutlichkeit beschreibt Zhuangzi den höchsten Menschen in Buch II, Abschnitt 8. Daher vergleicht Richard Wilhelm den großen Vogel mit dem „Übermenschen, der als höchster Mensch, geistiger Mensch und berufener Heiliger bezeichnet ist“. Diese Auffassung wird auch durch den Beginn des Buches II, Abschnitt 2 gestützt, den Wilhelm in gereimter Form wiedergibt. Eva Wong gibt diesen Teil zusammen mit dem 1. Abschnitt des 2. Buches wie folgt wieder: „Großes Verständnis ist umfassend, und kleines Verständnis ist heikel. Große Worte tragen Stärke mit sich, und kleine Worte sind unbedeutend und zänkisch.“ Auch bei Burton Watson finden sich Hinweise für diese Ansicht. In Buch II, 3. Abschnitt des Liezi wird in anschaulicher Form darauf hingewiesen, dass das „Fliegen auf dem Wind“ vorhergehender Anstrengungen und Entsagungen bedarf. Zhuangzi verweist in Buch I, Abschnitt 1 darauf, dass Liezi vollständig unabhängig vom Streben nach Glück gewesen sei, er aber noch auf Dinge außer ihm (den tragenden Wind) angewiesen war. Aber die Position des Unabhängigsein von den Dingen und dem Wandel im Grenzenlosen ist eine rein subjektive Erfahrung und lässt sich anderen gegenüber nicht mitteilen, so wie es auch während der Lebensspanne eines Menschen diesen nicht umfassend von den Dingen des Lebens befreien kann. Sie kann jedoch dazu führen, den an sich unbedeutenden vergänglichen Dingen des Alltags keine Beachtung mehr zu schenken (im Gegensatz zur Wachtel), denn man hat die Wirklichkeit (das Wirken, das Werk) der Grenzenlosigkeit
von Zeit (Wandel) und Raum (Leere) erkannt.

„Innerhalb der mystischen Richtung lassen sich zwei Typen unterscheiden. Der eine Typus ist das passive Sichhingeben an das große Eine. Dieser Typus ist in der christlichen Mystik der vorherrschende. Der andere Typus ist der des Magiers, der aus eigener Kraft sich emporschwingt ins Jenseits und die Gottheit sich aneignet. Am eindrucksvollsten wird dieser Typus dargestellt von Heraklit. Es ist kein Zweifel, daß Dschuang Dsï dieser letzteren, aktiven Art des Mystizismus zuzurechnen ist. Manche seiner Gestalten, wie der Umfassend-Vollendete, Buch XI, 3, weisen direkt in diese Richtung. Es ist die Mystik des Aufschwungs, nicht des Versinkens, die wir bei Dschuang Dsï finden, und so kann es nicht Wunder nehmen, daß an der Spitze des ganzen Werkes jenes Gleichnis vom Vogel Rokh steht, dessen Weltenflug die Energie dieses Aufschwungs symbolisiert.“
Richard Wilhelm, Einleitung zu Dschuang Dsï

Den großen Wert, den Zhuangzi darauf legte, die Eigenarten der Individuen zu achten, erklärt dann auch seine Abneigung gegen Institutionen und politische Vorschriften: Diese erheben verbindliche und allgemeine Werte und Verhaltensnormen, die sich dann über die individuellen Eigenarten und Bedürfnisse hinwegsetzen und die Leute zugleich dazu auffordern, nach ihnen zu eifern. Die Bemühungen sie zu erreichen führen jedoch nur dazu, vom Dao, vom Weg, abzuweichen und nicht mehr dem eigenen De zu entsprechen. Entsprechend ist Zhuangzis Vorstellung einer Regierung auch nicht durch einen Maßnahmen- und Gesetzeskatalog geprägt, sondern sein Ideal ist das Nicht-Handeln (無爲 / 无为,  wúwéi).

#### Ewiger Wandel
Eine Position, die nicht mehr der Relativität unterworfen ist, also dem Engen der Wachtel oder dem Aufwand des Vogels Pong, wird sich nicht an etwas bestimmtes in der Dingwelt binden lassen. Was Zhuangzi sucht, ist eine ungebundene Ansicht, ein freies Verhalten zu den Dingen und eine Einstellung, mit welcher sich durch die Welt „in Muße wandern“ lässt – so die Überschrift des ersten Buchs.
Nun sind die Dinge und die Welt für Zhuangzi nicht bloß vorhanden, sondern sie sind im ewigen Wandel begriffen. Alle Dinge sind einem stetigen Fluss unterworfen, innerhalb dessen sie sich gegenseitig be-dingen:

„Halbschatten fragt Schatten: „Eben noch hast du dich bewegt, jetzt stehst du still; eben noch hast du gesessen, jetzt stehst du auf – woher kommt dieser Mangel an Beständigkeit?“
Schatten erwidert: „Es gibt etwas, von dem ich abhängig bin, damit ich so bin, wie ich bin. Das, worauf ich warte, wartet auf etwas, damit es so ist, wie es ist. Warte ich auf die Schuppen von der Haut einer Schlange oder auf die Flügel einer Zikade? Woher weiß ich, warum es so ist? Woher weiß ich, warum es nicht so ist?““

Innerhalb der dinglichen Welt ist es sinnlos, nach einem letzten Grund zu fragen, der alles in Bewegung setzt: Wie der Schatten bemerkt, ist dies eine oberflächliche Frage, denn sie führt immer nur weiter auf Bedingtes, da alles Seiende in den ewigen Reigen der Dinge eingebunden ist. Auch scheint es unsinnig, sich gegen die Bedingtheit aufzulehnen, denn sie ist nicht abzuschütteln, ist sie ja erst das, was die Welt zur Welt macht, den Schatten zum Schatten. Aber der Wandel ist nicht nur auf die Welt der Dinge beschränkt, sondern betrifft auch die menschlichen Meinungen und Gefühle:

„Die schöne Li war die Tochter eines Grenzwächters von Ai. Als [der Fürst von] Jin sie zur Frau nahm, netzten die Tränen ihr Gewand; als sie im Palast des Fürsten eintraf, mit ihm das Bett teilte und Fleisch von den mit Heu gemästeten Tieren aß, da bereute sie, dass sie geweint hatte.“

Nun stellt sich die Frage, wie sich mit dem ewigen Wandel der Dinge umgehen lässt. Das wahrscheinlich bekannteste Gleichnis aus dem Zhuangzi hierzu ist der so genannte „Schmetterlingstraum“:
| 昔者莊周夢為胡蝶，栩栩然胡蝶也，自喻適志與！不知周也。俄然覺，則蘧蘧然周也。不知周之夢為胡蝶與，胡蝶之夢為周與？周與胡蝶，則必有分矣。此之謂物化。 | „Einst träumte Zhuang Zhou, ein Schmetterling zu sein, ein lebhaft flatternder Schmetterling, glücklich mit sich selbst, nur seinem Willen folgend. Er wußte nicht, daß er Zhuang Zhou war. Wie freute er sich, als er kurz darauf erwachte [und feststellte]: ‚Da ist Zhuang Zhou!‘ Doch er wußte nicht, war er Zhuang Zhou, der geträumt hatte, ein Schmetterling zu sein, oder war er ein Schmetterling, der geträumt hatte, Zhuang Zhou zu sein? Zwischen Zhuang Zhou und dem Schmetterling muß es doch einen Unterschied geben! Das ist damit gemeint, daß sich die Lebewesen wandeln.“ |

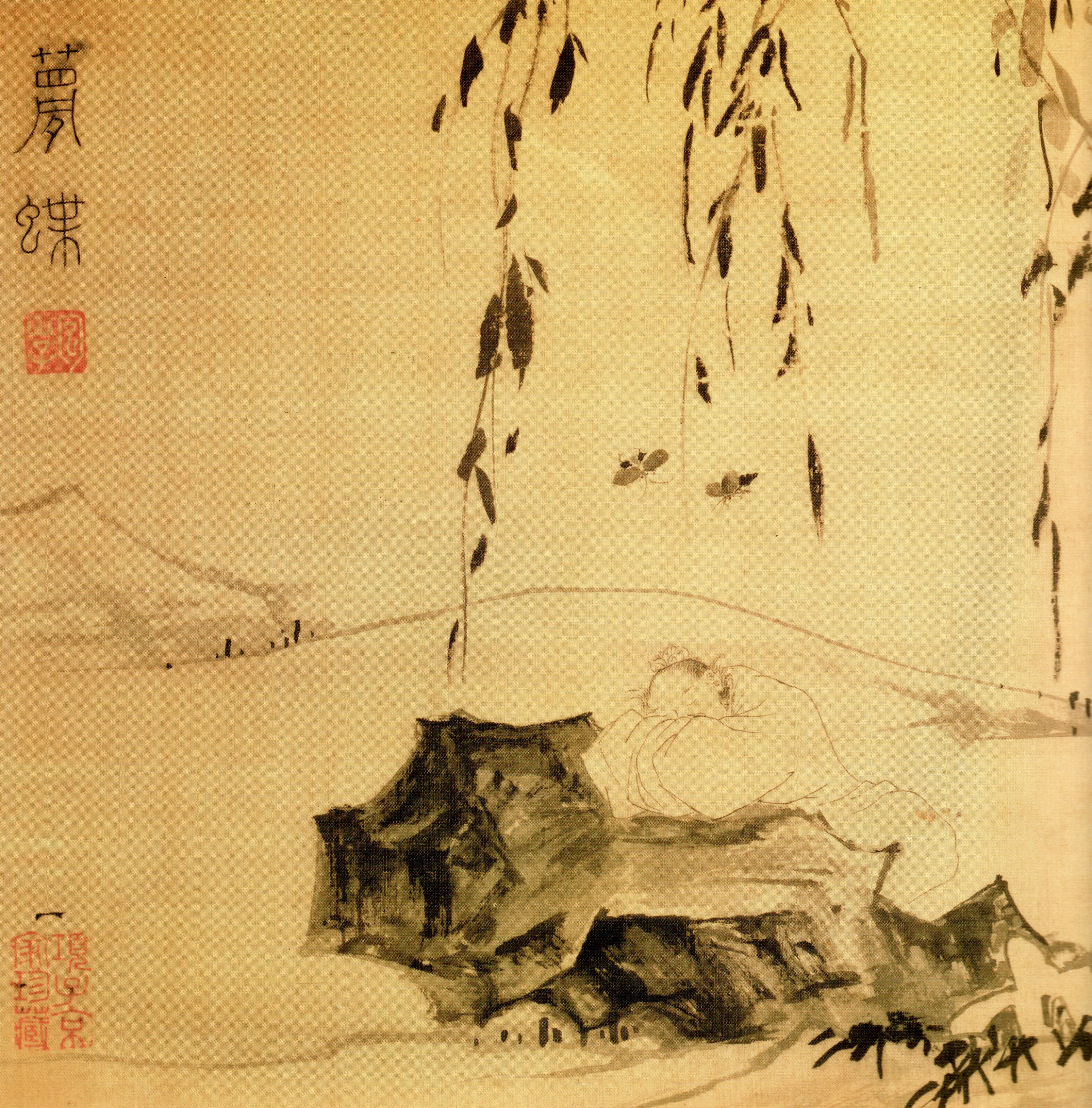
Zhuangzi träumt von einem Schmetterling, Tusche auf Seide, Lu Zhi (1496–1576)

Offensichtlich zeigt sich die im Wandel begriffene Welt von unterschiedlichen Standpunkten in unterschiedlichem Licht, wichtig ist für Zhuangzi aber nicht, welcher dieser Standpunkte vorzuziehen ist, denn jeder Standpunkt, den man einnimmt, ist gleichermaßen wahr, ob man nun ein Schmetterling ist oder ein Mensch. Wegen des ewigen Wandels gibt es keinen besonders ausgezeichneten Standpunkt – zumindest keinen inmitten der Welt der Dinge. Die Welt lässt sich nicht durch ein einziges Prinzip oder Gesetz erklären, es gibt keinen festen Grund, von dem aus sich philosophische Gewissheit über die Dinge erlangen lässt. Beide Perspektiven sind zwar eindeutig unterscheidbar, aber in ihrer Stellung zur Wahrheit gleichberechtigt.
| In chinesischen Texten der Zeit wird nicht klar dazwischen unterschieden, ob die gemachte Aussage sich lediglich darauf bezieht, wie uns die Dinge erscheinen (erkenntnistheoretische Fragestellung), oder ob damit gemeint ist, wie die Dinge sind (ontologische Fragestellung). Daher lässt sich – zumindest für die inneren Kapitel – nicht eindeutig zwischen dem Dao als „Alleins-Erlebnis“ und „Weltprinzip“ unterscheiden. |

Was Zhuangzi daher lehrte, war nicht ein Perspektivismus, der die Relativität jeglicher möglichen Betrachtung hervorstellt. Die Weisheit des „heiligen Menschen“ besteht vielmehr darin, dass dieser mögliche Perspektiven vorübergehend einnehmen kann, ohne an sie gebunden zu sein. Er wechselt zwischen ihnen, je nachdem wie die Situation es nahelegt. Diese geistige Beweglichkeit kommt im Wechsel vom Menschen zum Schmetterling zum Ausdruck. Sie vollzieht sich mit der Leichtigkeit wie der Übergang zwischen Schlafen und Wachen.
Für Zhuangzi war das Dao (道 zu Deutsch „Weg“) dieser ewige Wandel der Dinge. Die Weisheit der Heiligen besteht darin, das Dao zu erkennen und ihm, also dem Wandel der Dinge, zu folgen. Damit wird verständlich, auf was die Eröffnungsgeschichte des „Zhuangzi“ zielte: Die beiden Positionen – eingeschriebene innere Begrenztheit, das Enge der Wachtel und das Behäbige des großen Vogels – werden durch Hinblick auf den ewigen Wandel überwunden: Wer sich an keine der beiden Positionen bindet, erlangt die Ungebundenheit der Heiligen, welche die Dinge im Lichte des Wandels zu sehen vermögen.

### Daoistische Mystik
Zhuangzi gilt als daoistischer Mystiker und hat diese Tradition stark beeinflusst. Mit der daoistischen Tradition verbunden ist Zhuangzi insbesondere durch den Begriff des Heiligen, den Zhenren. Der Zhenren bei Zhuangzi ist verschränkt mit dem Glauben an Unsterbliche (Xian), menschengestaltigen, unsterblichen Wesen, die übernatürliche Kräfte haben. Zhuangzi gilt als älteste Quelle für die Beschreibung dieser heiligen Wesen.
Der Heilige im Zhuangzi erlebt eine vollkommene Freiheit des Körpers und des Geistes. Somit steht er auch jenseits des Weltlichen. Das Universum, mit dem er eine Einheit erfährt, wird vom Heiligen bereist und durchstreift. Er ordnet sich keinen Normen unter und macht sich die Vielfältigkeit ohne Grenzen zu eigen. Der Heilige hat deshalb eine umfassende Fähigkeit der Wandlung, gleichzeitig ist seine Identität jedoch einheitlich und einigend. Der Heilige ist frei von Sorgen, auch politischen, moralischen oder sozialen. Ebenso ist er sich nicht metaphysisch im Ungewissen. Er strebt nicht nach Wirksamkeit, hat keine Konflikte des Inneren oder Äußeren, leidet nicht Mangel und sucht nichts. Freigeistig besitzt er eine perfekte Einheit mit sich und allem, was existiert. Er ist von vollkommener Fülle und Vollständigkeit und verfügt über eine kosmische Dimension. Im Gegensatz zum Shengren des Daodejing herrscht der Zhenren des Zhuangzi nicht. Attribute, die im Zhuangzi am häufigsten dem Zhenren zugesprochen werden, sind du, im Sinne von einzigartig, alleine und echt, sowie tian, himmlisch, was im Gegensatz zu menschlich steht und somit auch natürlich bedeutet.
In den ersten Kapiteln des Zhuangzi wird der Weise folgendermaßen beschrieben: Er reitet auf dem Wind und auf weißen Wolken, er unterliegt keiner Verwesung, er verbrennt im Feuer nicht und ertrinkt im Wasser nicht, Glut und Frost berühren ihn nicht, Menschen und Tiere können ihm nichts anhaben.
Diese Beschreibung des Heiligen ist eines der frühesten Zeugnisse dessen, was spätere Hagiographien von daoistischen Heiligen ausmacht. Ebenso werden bereits im Zhuangzi Einzelheiten dargestellt, die Langlebigkeitstechniken dieser Zeit nachweisen: Göttliche Menschen nehmen kein Getreide zu sich (eine daoistische Diät), atmen den Wind ein, trinken Tau, göttliche Menschen fliegen auf Wolken und auf der Luft, sie reiten auf fliegenden Drachen und können jenseits der Meere wandeln.
Angespielt wird in diesen und weiteren Textpassagen auch auf ein weiteres Charakteristikum des Daoismus, den mystischen Flug (vgl. Liezi). Das Buch Zhuangzi beginnt mit dem Flug des riesigen Phönix, was darauf hindeutet, dass es sich bei diesem Flug um ein Thema von Bedeutung und einen Hinweis auf Zhuangzis Intention handelt. In mehreren Textpassagen fallen Zhuangzis Figuren in einen ekstatischen Zustand und lassen ihren Körper zurück, „wie totes Holz“, und ihr Herz, das auch als Geist und Intellekt gilt, als „erloschene Asche“.
Das mystische Element des Daoismus tritt bereits im Zhuangzi hervor, es handelt sich um eine Integration in den Kosmos mit dem ganzen Dasein. Die Integration in den Kosmos ist jedoch nicht formal oder objektiv, begründet sich nicht auf Unterscheidungen und Beziehungen, die einen Zusammenhang in der Welt darstellen, nicht auf Normen, sondern es geht um ein inneres Gefühl, das aus Meditation und Ekstase resultiert, wenngleich diese Techniken auch jene Übungen darstellen, über die Zhuangzi sich lustig macht, da es letztendlich darum geht, über sie hinauszugehen. Zwar stellt Zhuangzi gleichsam einen jubelnden Zeugen für den Erfolg dieser Techniken dar, doch ruft er auch dazu auf, diese zu überwinden. Zhuangzi gilt im späteren Daoismus als Endpunkt dieser Techniken und ist eine Verdeutlichung der Ablehnung und des Vergessens derselben. Dies ist ein Grund, weshalb die daoistischen Meister sich in Bezug auf diese Praktiken auf Zhuangzi berufen und dieser sie rechtfertigt, durch seine eigene Überwindung.
Zhuangzi kennt zwei Lebensgrundlagen, Qi und Jing (etwa: Energie und Essenz). Qi wird verstanden als weder materiell noch geistig und als alleinige Substanz. Im späteren Daoismus hatten Qi und Jing die gleiche Bedeutung wie bei Zhuangzi. Qi wird als Yuanqi angesehen, als Ursprungsqi, worauf sich die meisten daoistischen Unsterblichkeitstechniken beziehen. Jing hingegen ist ein Begriff, der im späteren Daoismus unterschiedliche Bedeutungen hat. Zhuangzi spricht von Jing als Grundlage des Körperlichen und davon, dass der Zhenren es wertschätzt, es nicht in Unruhe versetzen darf und es vollständig und unbeschädigt erhalten muss.
Zhuangzi sieht es als wichtig an, die schon von Laozi betonte Ruhe, Stille und Gedankenfreiheit zu verwirklichen. Spätere Daoisten wertschätzten die von Zhuangzi dargestellten Techniken in Bezug auf die Stille. Beispielsweise wird Zuowang (Sitzen in Selbstvergessenheit, Meditation) praktiziert. Zhuangzi schreibt über Zuowang, dass Körper und Gliedmaßen aufgegeben werden, die Wahrnehmungsschärfe verworfen wird, die eigene Gestalt verlassen wird, das Wissen aufgegeben wird und eine Identifikation mit dem allumfassend Großen vorgenommen wird. (Kap.6) Andere Lehren, denen spätere Daoisten eine große Bedeutung zumaßen sind das 'Fasten des Herz-Geistes' und der 'Spiegel des Herzens', der die ganze Welt spiegelt, rein und unverzerrt, in ihrer vollkommenen Totalität. Der Begriff 'Fasten des Herzens' wird mit dem Begriff 'Das Eine bewahren' verbunden, der aus dem Daodejing stammt. 'Das Eine bewahren' bezeichnet verschiedene Meditationstechniken und gilt als Schlüsselbegriff des Daoismus. Zhuangzi spricht davon, dass der Körper aufrecht sein müsse und das Denken eine Einheit bilden müsse, woraufhin man die himmlische Harmonie erlange. Man soll das Wissen sammeln und das Tun soll auf das Eine ausgerichtet sein, damit die Geister zur Wohnstatt kommen. Der aufrechte Körper bedeutet einen gesunden und in der richtigen Meditationsposition sich befindenden Körper und die Geister beziehen sich auf Erscheinungen von Gottheiten in der Meditationskammer. Die daoistische Meditation ist eine Sammlung und dient dazu sich der äußeren Welt gegenüber abzuschließen. Sie dient dem Rückzug und dem Bruch mit der Welt der Sinne. Die Meditation gilt als Komplement und Vorbereitung für eine Ausdehnung, die ohne Trennung von Innen und Außen ist. Diese führt zum Heiligen, der sich in dieser Ausdehnung bewegt. Die Welt des Individuums wird als begrenzt verstanden durch sinnliche Wahrnehmungen und Gedanken. Das sich Verschließen gegenüber der Welt der Sinne wird verstanden als Öffnung zum Kosmos, der die Einheit ist, die durch das kosmische Qi erlangt wird.

### Der Mensch

#### Zhenren
Zhuangzis Ideal des Heiligen ist der Zhenren (真人,  Zhēnrén – „Wahrhaftiger Mensch“), womit er einen Begriff aufgreift, der schon das Daodejing prägte. Der Zhenren zeichnet sich durch eine vollkommene geistige Freiheit aus.
Um darzulegen wie diese zu erreichen ist, beschreibt Zhuangzi zunächst, wie die geistige Unfreiheit der Menschen zustande kommt:

„Meister Qi sprach: „Die Atemluft des großen Erdballs wird ‚Wind‘ genannt. Solange er nicht da ist, geschieht nichts. Sobald er da ist, pfeift es heulend durch zahllose Öffnungen. Hast du dieses Windheulen noch nie gehört? In den schönen Bergwäldern mit hundert Fuß hohen Bäumen gibt es Höhlen und Kuhlen: wie Nasen, wie Münder, wie Ohren, wie Weinschalen (Quadrate), Reisschüsseln (Kreise) und Mörser, wie Brunnenlöcher, wie Pfützen. Er faucht, haucht, röhrt, pfeift, brüllt, lacht, zerstört; anfangs ein dünnes Singen, dann ein Keuchen und Klingen. Sanfter Wind hat nur wenig Wirkung, Wirbelwind hat große Wirkung; legt sich der Sturm, so sind alle Öffnungen leer. Hast du die Raffinesse dieser Klänge noch nie vernommen?““
„Wer viel weiß, hat Schwierigkeiten; wer wenig weiß, hat Muße. Wer viel redet, entfacht Feuer; wer wenig spricht, hat etwas zu sagen.
Wessen Seele im Schlaf verbunden ist, dessen Körper öffnet sich beim Aufwachen, Geben und Nehmen schaffen ihm Halt, damit am Tag sein Herz-Geist die Kämpfe besteht. Flach sind sie, tief sind sie, nahe gehen sie. Kleine Ängste beunruhigen, große Ängste lähmen.
Sie eilen voran, pfeilschnell, wissend um die Bedeutung von „richtig“ und „falsch“; sie klammern sich an Verträge, verteidigen sie, wissend um die Bedeutung des Sieges; sie gehen dahin wie Herbst und Winter, benutzen Worte, die nach einem Tag verblassen; sie geben sich hin an ihr Tun und lassen sich nicht zur Umkehr bewegen; verschlossen sind sie, wie versiegelt, benutzen Worte wie einen alten Stadtgraben; nahe am Tod ist ihr Herz-Geist, nichts gibt ihnen die lichte Lebenskraft zurück.
Frohsinn und Zorn, Trauer und Lust, Sorge und Anerkennung, Veränderung und Zaudern, Schönheit und Behaglichkeit, Offenheit und Künstlichkeit – Musik entsteht durch Hohlräume, Pilze wachsen, wo es feucht ist, bevor Tag und Nacht ineinander übergegangen sind, und niemand weiß, woraus sie keimen.
Genug, genug! Können wir auch nur für einen Moment zwischen Morgengrauen und Abenddämmerung den Grund des Lebens erkennen?“

Gefühle, Affekte und Ansichten entstehen für Zhuangzi rein mechanisch, wie wenn der Wind in hohle Öffnungen bläst und Töne erzeugt. Wie die unterschiedlich großen Öffnungen, haben auch die Menschen ihre Eigenarten. Dringen die Außendinge auf sie ein, so bringt das Herz die Gefühle hervor, wie der Windstoß den Ton. Der Mensch erleidet nur, was ihm widerfährt, kann sich dazu aber nicht schöpferisch verhalten. Diesem bedauernswerten Zustand der gewöhnlichen Menschen stellt Zhuangzi den heiligen Menschen entgegen. Indem dieser sein Selbst ablegt, also seine Eigenarten, welche den Dingen der Außenwelt eine Angriffsfläche bieten, kommt er zur Stille und Gedankenleere:

"Nanguo Ziqi (Meister Verstecktes Bunt von der Südmauer) kauerte auf seinem Stuhl, blickte zum Himmel auf, seufzte gedankenverloren, trauernd um den Verlust seines Gefährten. [Sein Schüler] Yancheng Ziyou (Meister Sich wandelnder Wandersmann) stand ihm bei und sprach: „Wie geht das? Vermagst du wirklich dem Körper die Form von dürrem Holz und dem Herz-Geist die Form von toter Asche zu geben? Jetzt ist der Mann, der auf dem Stuhl kauert, nicht derselbe, der vorhin auf dem Stuhl kauerte!“

Meister Qi sprach: „Yan, hast du nicht eine gute Frage gestellt? Gerade habe ich mich selbst verloren, verstehst du das? Du hörst die Klangwelt der Menschen, aber du hörst nicht die Klangwelt der Erde; du hörst die Klangwelt der Erde, aber du hörst nicht die Klangwelt des Himmels.“
Frei von allen Dingen übertrifft der Zhenren auch das Ideal der konfuzianischen Philosophie, den Edlen, der die Tugenden der Güte, Gerechtigkeit, Umgangsformen beherrscht, wie das fiktive Gespräch zwischen Konfuzius (hier: Kung Dsï) und seinem Lieblingsschüler Yen Hui zeigt:

"Yan Hui sprach: „Ich habe Fortschritte gemacht.“
Konfuzius fragte: „Was heißt das?“
Hui sprach: „Ich habe Menschlichkeit und Rechtschaffenheit vergessen.“
Konfuzius erwiderte: „Gut, aber das genügt nicht.“
Anderen Tags trafen sie sich wieder, und Hui sprach: „Ich habe Fortschritte gemacht.“
Konfuzius fragte: „Was heißt das?“
Hui sprach: „Ich habe Riten und Musik vergessen.“
Konfuzius erwiderte: „Gut, aber das genügt nicht.“
Anderen Tags trafen sie sich wieder, und Hui sprach: „Ich habe Fortschritte gemacht.“
Konfuzius fragte: „Was heißt das?“
Hui sprach: „Ich sitze da und vergesse.“
Konfuzius fragte wie vor den Kopf gestoßen: „Was heißt ‚sitzen und vergessen‘?“
Yan Hui sprach: „Ich entspanne Glieder und Rumpf, schließe Ohren und Augen, schlüpfe aus dem Körper heraus, streife mein Wissen ab und verschmelze mit dem alles Durchdringenden – das nenne ich ‚sitzen und vergessen‘.“
Konfuzius sprach: „Wer mit ihm verschmilzt, hat keine Vorlieben mehr; wer sich derart wandelt, für den ist nichts dauerhaft gleichbleibend. Und das ist wahrhaft weise. Bitte erlaube mir, dir folgen zu dürfen.“

Vom Daodejing und vom Konfuzianismus unterscheidet sich das Buch „Zhuangzi“ durch eine stärkere Ablehnung des Politischen. Zhuangzi zielt stattdessen auf einen Wesenswandel des Menschen, ein verändertes Selbst- und Weltverhältnis, das ihn mit dem Dao und allen Dingen in Einklang bringt. Dao, das ist der ewige Wandel der Dinge, mit welchem der heilige Mensch Schritt hält. Er übt sich in Genügsamkeit und versucht nicht den Dingen seinen Willen aufzuzwingen. Aus dieser Geisteshaltung entspringt eine Kunstfertigkeit und Meisterschaft, die sich beispielsweise am handwerklichen Geschick zeigt (siehe unten). Sie geht einher mit einer inneren Heiterkeit und Selbstvergessenheit.
Der von Zhuangzi angestrebte Wesenswandel des Menschen zeigt sich durch eine Bewegung zwischen Weltzugewandtheit und Weltabgewandtheit: Einerseits gibt es Passagen, die die abgeschiedene Selbstkultivierung beschreiben und loben, andererseits steht aber der Zhenren durchaus heiter inmitten des Weltgeschehens. So geht es also nicht ausschließlich darum, abgeschieden von der Welt das Seelenheil zu suchen und in diesem Zustand zu verharren, sondern nach Zeiten des Rückzugs auch wieder in die Lebenswelt und Angelegenheiten des menschlichen Handelns zu treten und dort durch Einheit mit dem Dao einen natürlichen und freien Umgang mit Menschen und Dingen zu verwirklichen. Dieser Zustand wird erreicht durch das Abwerfen des Selbst und das Fasten des Geistes.

#### Fasten des Geistes

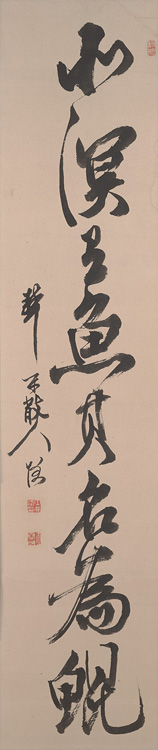
Kalligraphie des ersten Satzes aus dem „Zhuangzi“: 北冥有魚，其名為鯤. („Im Nordmeer gibt es einen Fisch, sein Name ist Kun.“)

Der Mensch kann den Zustand des Zhenren erreichen durch das Fasten „des Geistes“ oder auch des „innersten Selbst“. Der Fastende enthält sich dabei:
- Seiner Talente und seines Geschicks, denn es ist gefährlich für ihn: Der Zimtbaum wird gefällt, das schöne Fell von Füchsen und Leoparden ist ihr Verderbnis.
- Er enthält sich der Sinnesfreuden, denn sie vernebeln den Geist und beunruhigen das Herz.
- Ebenso gibt sich der Weise keinen starken Gefühlsausbrüchen hin: Selbst dem Tode des großen Meisters Laozi steht er mit Gelassenheit gegenüber.[46]
- Auch zu großes Wissen führt die Welt ins Chaos: Der vernünftelnde Geist erfindet den Bogen, welcher die Vögel verjagt, er übt sich in der Rhetorik, welche in großen Reden dann das natürliche Verständnis in Verwirrung stürzt.
- Auch moralisches und immoralisches Verhalten fastet der Weise gleichermaßen in die Unbedeutsamkeit, denn beide führen die menschlichen Verhältnisse in unentwindbare Verstrickung.

Während die inneren Kapitel eine auf die menschliche Erfahrung gerichtete Darstellung dessen geben, wie im Menschen die ständig wechselnden Gefühle aufsteigen – wie Töne in Höhlungen – finden sich in den äußeren Kapiteln Erklärungen, welche die erste um metaphysische Überlegungen zum Verhältnis von Sein und Nichts erweitert. Als Grund für die widerstreitenden Leidenschaften und Ansichten erweist sich dann, dass sich die gewöhnlichen Menschen allein an die dingliche Welt halten, an das was ist oder was nicht ist. Für das „Zhuangzi“ hingegen geht alles Sein und Nicht-Sein erst aus einem Noch-nicht-sein hervor.
Dieses Noch-nicht-sein, welches der Ursprung aller Dinge ist, unterscheidet das „Zhuangzi“ dabei sowohl vom Sein als auch vom Nicht-sein. Dies daher, da das Nicht-sein bloß vom Sein her vorgestellt wird, indem nämlich das Sein negiert wird. Das Noch-nicht-sein hingegen entzieht sich jeder Darstellung, da es gerade nicht als ein Negiertes vorgestellt werden kann. Dabei ist es das Noch-nicht-sein, welches erst die Gegensätze nährt. Eine Auffassung, die sich womöglich an das Daodejing anlehnt. Dort heißt es:

„Dreißig Speichen umringen die Nabe –

erst durch das, wo nichts ist,

läßt sich das Rad benutzen.“

Erst dem Noch-nicht-sein entspringen die für unsere Lebensführung wichtigen Gegensätze von Sein und Nicht-sein, die sich ausprägen als Leben und Tod, Gutes und Böses, Erfolg und Scheitern. Je mehr man sich jedoch an eines dieser Extreme klammert, umso stärker tritt das andere in den Vordergrund. Nicht nur aber was das Streben des Menschen betrifft, sondern auch was sein Verständnis der Welt angeht, so ist der Standpunkt von Sein oder Nicht-sein zu vermeiden, denn erst auf dieser Ebene entstehen die Widersprüche. Nimmt man den Menschen beispielsweise für ein rationales Wesen um seine Freiheit durch die Vernunft zu begründen, so macht man ihn damit zugleich unfrei, denn folgt sein Denken bloß rationalen Gesetzen, dann verliert er damit seinen Status als Individuum. Will man ihn hingegen als Individuum sehen, dann darf sein Verhalten nicht vorhersagbar sein, also muss er irrational handeln, was aber seiner durch die Vernunft verbürgten Freiheit entgegenläuft. Das „Zhuangzi“ geht nun davon aus, dass beide möglichen Betrachtungen gleichermaßen verfehlt sind. Dies daher, weil beide lediglich Erklärungen sind. Es ist jedoch ein Fehler die Erklärung für das Sein zu halten, denn zum einen konstruiert sich der Mensch durch seine Beobachtungen der Welt aus diesen erst die Erklärungen, zum anderen ist der Beobachter selbst dem ewigen Wandel unterworfen, seine Ansichten ändern sich entsprechend mit der Zeit. Nimmt man trotz allem die abstrakten Erklärungen für das Sein, so geht dies stets auf Kosten einer ursprünglichen und spontanen Lebenshaltung: Entweder wir sehen nur noch eine mechanisch ablaufende tote Welt, oder aber wir stehen ihr vollkommen bezugslos gegenüber, da wir uns nur an den aus uns selbst gewonnenen Gesetzen orientieren. Beides verneint nach Zhuangzi das Wesen des Menschen.
Allein durch den Rückzug aus dem Standpunkt des Seins und den sich in ihm ergebenden Gegensätzen, welche einen stets hin- und herwerfen, gelangt man zum ursprünglichen, vorausgehenden Standpunkt des Noch-nicht-seins.
Nun führt jedoch das Fasten des Geistes keineswegs zu einer passiven Untätigkeit. Denn erst mit einem leeren Selbst, das sich noch nicht an Sein oder Nicht-sein geklammert hat, kann man dem entsprechen, was die Verhältnisse verlangen: Jeder Vorfall hat seine ihm angemessene Weise zu handeln, die sich nicht auf die eigenen Wünsche zurückbeziehen lässt, oder ihr Maß aus allgemeinen am Sein gewonnenen Regeln beziehen könnte. Diese Erkenntnis weist auf den innersten Widerspruch des Lebens selbst: Damit man die Welt so nehmen kann, wie sie ist, muss man zunächst frei von ihr sein, d. h. frei vom Fühlen, Wissen und Tun. Das Fasten wird somit zu einer ersten Bedingung gänzlich in die Welt zu treten und dem ewigen Wandel der Dinge frei zu folgen und zu entsprechen.
So verwandelt sind es nicht mehr einzelne Dinge, an welche sich das Herz hängt. Der Geist ist kein intentionaler, der sich auf Einzelnes richtet. Das wahre Selbst des Menschen ist also nicht die Summe unserer Wünsche und der intentional erfassten Gegenstände, es wird nicht durch die Außenwelt geprägt, sondern es liegt unter diesen von außen an den Menschen herantretenden Bedürfnisse. Glück ist im „Zhuangzi“ daher der Zustand, in welchem wir zu unserem wahren Selbst zurückkehren. Ihn zu erreichen ist eine der Aufgaben des Lebens, als Mittel hierzu dient das Fasten des Geistes. Erreicht man ihn, so weiß man dies von sich aus: Es ist ein Zustand, in dem weder Kummer einen bedrückt, noch Freude einen überschwänglich werden lässt, sondern Kummer und Freude sind gleichermaßen so, wie sie sind, einfach da. Wer auf diese Weise das hungrig-intentionale Selbst überwindet, der hat seine vom Himmel geschenkte Natur zurückerlangt. Er wird nicht danach trachten, den Lauf der Dinge durch technische Eingriffe seinen Vorstellungen zu unterwerfen oder ihn zu beschleunigen, sondern ist ein „Gefährte des Himmels“.
Hat man sich leer gefastet und das Reich von Entweder-oder überwunden, Leidenschaften und Wünsche abgelegt, dann passt man in die Welt, wobei der chinesische Begriff (shih) auch die Bedeutungen von Leichtgängigkeit, Komfort, Glück hat:

„Du vergißt die Füße, wenn die Schuhe passen; du vergißt die Hüfte, wenn der Gürtel paßt; du vergißt die Unterscheidung von richtig und falsch, wenn es für den Herz-Geist paßt; du mußt innerlich nichts ändern und Äußerlichkeiten nicht nachlaufen, wenn die Angelegenheiten einvernehmlich geregelt werden und beiden Seiten passen. Wer von Beginn an das Passende wählt und das Unpassende meidet, vergißt, worin das Passende des Passenden besteht.“

#### Unsagbarkeit
„Wer davon weiß, spricht nicht davon;

wer davon spricht, weiß nichts davon.“

Das chinesische Zeichen für »Dao«, auf Deutsch »Weg«. Es bewirkt den Wandel aller Dinge und ist dieser zugleich. Selbst jedoch nichts Dingliches, lässt es sich nicht mit den auf Dinge zugeschnittenen Worten fassen. Da es kein Ding ist, lässt sich nicht darauf zeigen. Es gibt keinen Ort, wo es nicht wäre, denn da es nicht »etwas« ist, gibt es kein Zunehmen des Dao, kein Abnehmen. Der ewige Wandel der Dinge kann jedoch vom Menschen verfehlt werden, wenn dieser sich an ein einzelnes vergängliches Ding klammert, einer vergänglichen Meinung oder Auffassung nachhängt.

 Das Dao, der Weg selbst, ist nichts Sagbares, denn sagen lässt sich immer nur über die Dinge, die sind. Da das Dao aber kein Ding ist, kann nicht unvermittelt von ihm gesprochen werden, es kann nur darüber gesprochen werden, dass nicht über es gesprochen werden kann. Höchstes Ziel im „Zhuangzi“ bleibt daher die Sprachlosigkeit.

„[So wird behauptet:] Unterm Himmel gebe es nichts Größeres als die Flaumhärchen eines Vogels im Herbst; und der [Berg] Taishan sei klein. Niemand lebe länger als das totgeborene Kind; und Großvater Peng sei jung verstorben. Himmel und Erde seien entstanden mit mir; die zahllosen Lebewesen und ich seien eins.

Wenn alles eins ist, wie gelingt es dann, etwas zu sagen? Wenn alles eins genannt wird, ist damit nicht etwas gesagt?

Das Eine und etwas darüber sagen sind zwei; zwei und eins sind drei. Wenn man damit fortfährt, kommt auch der geschickteste Rechenkünstler zu keinem Ergebnis, um wieviel weniger der gewöhnliche Mensch!

Daher: Wenn man vom Nichtseienden zum Seienden fortschreitet, gelangt man zur Drei, doch wohin gelangt man erst, wenn man von Seiendem zu Seiendem fortschreitet! Nichts erreichen wir damit.“

Soll also über das (Noch)-nicht-sein der Dinge gesprochen werden, möchte man „vom Nicht-sein aus das Sein erreichen“, so wird man scheitern, denn mit jedem Wort darüber tritt ja gerade etwas Seiendes in die Welt, das zwischen richtig und falsch unterscheidet, zwischen oben und unten trennt, heiß und kalt in Beziehung setzt. Wenn nun also die Sprache daran scheitert, sich über das einfache Nicht-sein zu äußern, wie viel mehr muss sie fehlgehen, wenn sie innerhalb des Seins die Dinge benennen soll, wenn also jemand „vom Sein aus das Sein erreichen möchte“. Zhuangzi lehnt daher auch den Relativismus ab, da er in der Ebene des Seins und der Dinge bleibt. Die Verhältnisse der Wirklichkeit sprachlich zu fassen, führt jedoch lediglich zu einer unendlichen Aneinanderreihung und Verkettung von Begriffen ohne End- und Anfangspunkt. Zhuangzi hingegen zielt mit seiner Lehre auf einen Zustand, wo die Dinge noch nicht ins Sein getreten sind und widerspricht den zu seiner Zeit in Mode gekommenen Sophisten von der „Schule der Logiker“ (ming jia): Wenngleich einige moderne Philosophen hierin einen Relativismus sahen, ist es jedoch nicht Ziel Zhuangzis mit solchen Aussprüchen eine relativistische Lehre zu begründen, die seinerzeit durchaus schon existierte (beispielsweise in den Sophismen des Yan Hui). Und so fragt sich Zhuangzi auch, inwieweit seine Theorie mit diesen relativistischen Ansichten gleichzusetzen ist: „Nun gibt es noch eine Theorie [sc. die oben zitierten relativistischen Aussprüche]. Ich weiß nicht, ob sie mit den eben genannten [sc. denen Zhuangzis] von derselben Art ist oder nicht.“
Zhuangzis verwundene sprachliche Äußerungen können also nur, wenn sie wörtlich genommen werden, als relativistisch interpretiert werden. Vielmehr liegt das Ziel solcher Passagen aber gerade darin, durch die Unmöglichkeit und Unsinnigkeit dieser Aussagen und des Kopfzerbrechens darüber auch den Relativismus zu überwinden. Der Relativismus wird nur durch das Anschmiegen an den Wandel der Dinge, an das Dao, überwunden, was sich in verschiedenen Stufen vollzieht. So legt er einer alten Witwe die Worte in den Mund:

„Jedenfalls ist es leichter, jemandem das Dao eines Weisen zu vermitteln, der bereits das Können eines Weisen hat. Also blieb ich beharrlich und vermittelte es ihm, und nach drei Tagen war er imstande, über die Regierungsgeschäfte hinauszugehen; nachdem er begonnen hatte, über die Regierungsgeschäfte hinaus zu gehen, blieb ich wieder beharrlich, und nach sieben Tagen war er imstande, über die Lebewesen hinauszugehen; obwohl er begonnen hatte, über die Lebewesen hinauszugehen, blieb ich wieder beharrlich, und nach neun Tagen war er imstande, über das Leben hinauszugehen; als er begann, über das Leben hinauszugehen, war er imstande, die Klarheit der Morgensonne zu erreichen; als er begann, die Klarheit der Morgensonne zu erreichen, war er imstande, das Einzigartige eines jeden zu sehen; als er begann, das Einzigartige eines jeden zu sehen, war er imstande, über Vergangenheit und Gegenwart hinauszugehen; als er begann, über Vergangenheit und Gegenwart hinauszugehen, war er imstande, in die Sphäre einzutreten, wo es weder Tod noch Leben gibt. Was das Leben tötet, ist nicht der Tod; was dem Leben Leben verleiht, ist nicht die Geburt.“

Die Einheit mit dem Dao führt also in ein Gebiet, das nicht mehr die Relativität der Unterschiede betont, ein Gebiet „wo es keinen Tod und keine Geburt mehr gibt“. Es wird hier deutlich, dass die „Unsterblichkeit“ durch eine gewandelte Geisteshaltung des Menschen erreicht wird, also aufgrund von Selbstvergessenheit und des Vergessens von Geburt und Tod. Spätere Auslegungen, welche entsprechende Passagen wörtlich lasen, haben dies hingegen als magische Langlebigkeits- und Unsterblichkeitstechniken verstanden, wie sie dann auch im späteren Daoismus kennzeichnend wurden. (Siehe Daoismus als Religion.)

#### Tod
Leben und Tod waren für Zhuangzi wie zwei Welten, zwischen denen es kein Fenster gibt, durch welches man von der einen in die andere schauen könnte. Daher lässt sich auch nicht sagen, welche von beiden vorzuziehen ist, ein Kopfzerbrechen hierüber führt zu nichts. Eine humorvoll erkünstelte Geschichte spielt die Andersheit der beiden Welten durch:

Als Zhuangzi nach Chu wanderte, erblickte er einen hohlen Totenschädel, beschädigt zwar, aber der Form nach intakt, er tippte ihn mit der Reitpeitsche an und fragte: „Warst du so gierig nach dem Leben, daß du den Verstand verloren hast, und nun ist das aus dir geworden? Oder hast du die Herrschaft über dein Land verloren, wurdest mit der Axt hingerichtet, und nun ist das aus dir geworden? Oder hattest du einen miserablen Lebenswandel, hast deinem Vater, deiner Mutter, deiner Frau, deinen Kindern übel mitgespielt, und nun ist das aus dir geworden? Oder hast du Kälte und Hunger erlitten, und nun ist das aus dir geworden? Oder hast du Frühling und Herbst [des Lebens] durchschritten und bist nun da angekommen?“
Als er mit dieser Rede geendet hatte, nahm er den Schädel zu sich, benutzte ihn als Unterlage für seinen Kopf und legte sich schlafen. Um Mitternacht erschien ihm der Totenschädel im Traum und sprach: „So, wie du redest, Meister, scheinst du ein Buchgelehrter zu sein. Doch alles, was du sagst, betrifft nur die Sorgen eines lebenden Menschen, der Tod kennt nichts von dem. Begehrst du zu hören, was ich vom Tod zu erzählen habe?“
Zhuangzi sprach: „Ja.“
Der Totenschädel sprach: „Im Reich des Todes gibt es keinen Herrscher oben und keine Beherrschten unten, auch die mit den vier Jahreszeiten verbundenen Mühen gibt es nicht, von selbst folgt alles dem Gang von Himmel und Erde – ein König, der sich mit dem Gesicht nach Süden wendet, kann keine höhere Freude finden.“
Zhuangzi konnte das nicht glauben und entgegnete: „Wenn ich den Herrn über das Schicksal bitte, deinen Körper zum Leben zu erwecken, dir Knochen und Fleisch wiederzugeben, so daß du zurückkehren kannst zu Vater und Mutter, Frau und Kindern, Bekannten und Nachbarn – willst du zu ihnen?“
Mit aufgerissenen Augen und gerümpfter Nase erwiderte der Totenschädel: „Warum sollte ich auf die Freuden eines Königs, der nach Süden blickt, verzichten und die Mühen des Menschseins wieder auf mich nehmen?“

Qi
| Neben der auf den Menschen bezogenen Bedeutung gibt es noch eine auf die Welt bezogene Bedeutung von Qi, welche im „Zhuangzi“ auftaucht: So erscheinen Erd- und Himmels-Qi als zwei sich ergänzende Naturkräfte, gelegentlich ist auch von dem einem Qi als Weltgrund die Rede, welches für den Lauf der Welt verantwortlich zeigt. |

Das „Zhuangzi“ kennt keine Seelenwanderung oder ein „Hinübergehen des Ichs“. Vielmehr wird das Leben lediglich als zeitlich begrenztes Zusammentreten des Körpers aufgefasst, welches mit dem Auseinandertreten des Körpers endet. Dies wird deutlich an Passagen, in denen Zhuangzi darüber spekuliert, was aus ihm nach dem Tod werden könnte: „Wenn er [sc. ein imaginärer Schöpfer] mich nun auflöst und meinen linken Arm verwandelt in einen Hahn, so werde ich zur Nacht die Stunden rufen; wenn er mich auflöst und verwandelt meinen rechten Arm in eine Armbrust, so werde ich Eulen zum Braten herunterschießen; wenn er mich auflöst und verwandelt meine Hüften in einen Wagen und meinen Geist in ein Pferd, so werde ich ihn besteigen und bedarf keines anderen Gefährtes.“ Das Zusammentreten der Lebenskraft wird dabei durch das Qi (氣 / 气) bewirkt, ein Begriff, der Allgemeingut aller chinesischen philosophischen Schulen ist. Kommt er im „Zhuangzi“ in Bezug auf den Menschen vor, so hat er hier die Bedeutung von Lebenskraft oder Atem. Sein Zusammentreten bewirkt das Leben, sein Auseinanderfallen den Tod. Beide Vorgänge sind so unspektakulär wie der Gang der Jahreszeiten und werden wie dieser mit Gelassenheit hingenommen. Über den Tod seiner Frau lässt eine Geschichte den Zhuangzi sagen:

„Im ersten Moment, als sie gestorben war und mich allein zurückließ, da konnte ich nicht anders als die anderen damit umgehen [und war voller Trauer]! Doch dann blickte ich zurück auf ihren Ursprung, auf ihren Zustand, bevor sie geboren war, nicht nur auf die Zeit vor ihrer Geburt, sondern als ihr Körper noch keine Form hatte, nicht nur auf die Zeit, als sie noch keine Form hatte, sondern als sie noch gar keine Lebenskraft hatte. Wie eine Pflanze aus der Mitte des Samens hervorsprießt, geschah eine Wandlung, und es entstand Lebenskraft; die Lebenskraft wandelte sich, und es entstand Form; die Form wandelte sich, und es entstand Leben; jetzt geschah wiederum eine Wandlung, und sie starb – das alles läßt sich betrachten wie die Abfolge von Frühling und Herbst, Sommer und Winter im Lauf der vier Jahreszeiten. Nun ruht sie in der Großen Halle – würde ich ihr schreiend und heulend folgen, so hieße das, ich hätte den Lauf des Lebens nicht verstanden, daher habe ich aufgehört zu wehklagen.“

Entsprechend gelassen sah Zhuangzi auch seine eigene Beerdigung, welche Gleichgültigkeit den Konfuzianern mit ihren strengen Bestattungsriten ein Dorn im Auge sein musste. Für Zhuangzi war es hingegen die dem Menschen natürliche Einstellung, welche erst später durch Kultur und Riten überfordert wurde: „Die wahren Menschen der Vorzeit kannten nicht die Lust am Geborensein und nicht den Abscheu vor dem Sterben. … Gelassen gingen sie, gelassen kamen sie.“ Eines der letzten Kapitel erzählt vom Tod des Zhuangzi:

Als es sich abzeichnete, daß Zhuangzi sterben würde, wollten seine Schüler ihn mit einem großartigen Begräbnis ehren. Zhuangzi sprach: „Für mich sind Himmel und Erde der innere und der äußere Sarg, Sonne und Mond dienen als Jadescheiben, Sterne und Planeten als Perlen und Schmuck, die zahllosen Lebewesen sind die Grabbeigaben. Bin ich damit nicht genug ausgestattet für die Beerdigung? Was sollte dem noch hinzugefügt werden?“
Die Schüler sprachen: „Wir fürchten, Raben und Raubvögel würden dich fressen.“

Zhuangzi sprach: „Von oben fressen mich Raben und Raubvögel, von unten Käfer und Ameisen, was nur für die einen da ist, nimmt man den anderen weg – warum sollte ich eine Seite bevorzugen?“

### Die Welt

#### Himmel und Mensch
Seine Stellung zur Kultur erläutert Zhuangzi anhand des aus der Mythologie stammenden Verhältnisses von Himmel (天,  tiān) und Menschen. Allerdings ist der Himmel hier nicht mehr eine moralische Gottheit, die über das Mandat des Herrschers (天命,  tiānmìng) entscheidet, sondern von ihm haben Menschen und Dinge ihre Form oder Gestalt.(形,  xíng). Das wichtigste Zitat hierzu stammt aus einem der bekanntesten Bücher des „Zhuangzi“, den „Herbstfluten“:

„Rinder und Pferde sind Vierfüßler, das, meine ich, kommt von der Natur; um den Kopf des Pferdes Zügel zu legen oder durch die Nase der Kuh ein Loch zu stechen für einen Ring, das, meine ich, rührt vom Menschen her.“

Im weitesten Sinne könnte man sagen, der Himmel ist so etwas wie „die Natur der Dinge“, das was ihr Von-selbst-so-sein ausmacht, weshalb auch Wilhelm meistens tian mit „Natur“ übersetzt. Beide sind gewissermaßen entgegengesetzt: Für den Menschen steht aber die Möglichkeit offen, dem „Weg des Himmels“ zu folgen, oder dem „Weg des Menschen“. Da im Zhuangzi davon ausgegangen wird, dass die Welt in ihrem Lauf auch ohne den Menschen geschieht, werden Eingriffe in die Natur, wie auch die natürliche Einstellung des Menschen als überflüssig angesehen: „Miteinander verwachsene Zehen oder ein sechster Finger – so etwas bringt die Natur zuweilen hervor, aber um Lebenskraft zu erlangen, sind sie überflüssig.“
Zhuangzi fragt nun, wie es dem Menschen möglich sei, ein Leben so zu führen, dass es das Verhältnis von Himmel und Mensch nicht ins Ungleichgewicht bringt. Dazu muss zuvorderst zwischen beiden unterschieden werden können, was Zhuangzi in Kapitel 6 erläutert: „Wer einzuschätzen weiß, was die Natur bewirken kann, und einzuschätzen weiß, was der Mensch bewirken kann, ist vollkommen.“ Da aber alle Erkenntnis sich auf Äußeres bezieht, ergibt sich ein Problem: „Und dennoch gibt es da eine Schwierigkeit. Dieses Wissen stützt sich auf etwas und bringt es zum Vorschein, doch dieses Andere, auf das es sich stützt, ist ungewiß. Woher wissen wir, daß, was wir 'Natur' nennen, nicht etwas Menschliches ist? Dass, was wir 'menschlich' nennen, nicht etwas Natürliches ist?“ Zhuangzi verweist auf das Innere des Menschen, seine „Wahrhaftigkeit“, welche ihn den richtigen Weg erkennen lässt: „Erst wenn es den wahrhaftigen Menschen gibt, gibt es auch wahrhaftiges Wissen.“ Diese wahrhaftigen Menschen (zhen ren) zeichnen sich folgendermaßen aus: „Der wahrhaftige Mensch im Altertum wies die Schwachen nicht ab, brüstete sich nicht mit seinen Taten und schmiedete keine Aufstiegspläne. Daher: Unterlief ihm ein Fehler, bereute er ihn nicht; hatte er Erfolg, bildete er sich darauf nichts ein. […] Der wahrhaftige Mensch des Altertums schlief, ohne zu träumen; er war wach, ohne sich zu sorgen; er aß, ohne zu süßen; sein Atem war tief, sehr tief. Der wahrhaftige Mensch atmete sogar mit der Ferse, der gewöhnliche Mensch atmet nur mit dem Hals. […] Der wahrhaftige Mensch des Altertums wusste sich weder des Lebens zu erfreuen noch vor dem Tod zu fürchten […] Auf diese Weise war sein Herz-Geist frei, sein Gesichtsausdruck ruhig, seine Stirn offen; er war kühl wie der Herbst, mild wie der Frühling, seine Stimmungen entsprachen den vier Jahreszeiten, er wurde den Lebewesen gerecht, und niemand kannte seine Grenzen.“
Ist durch diese Lebenshaltung der Weg der Natur erkannt, so kann der wahrhaftige Mensch ihm folgen, ohne ihn zu verletzen. Er handelt, ohne einzugreifen, sein Handeln ist „ohne Tun“: Wu wei.

#### Wu Wei
Im „Zhuangzi“ werden zwar teils die ehrwürdigen Absichten der Weisen anerkannt, die, wie etwa Konfuzius, Regeln aufstellen, um die menschliche Gesellschaft zu ordnen. Andererseits gibt es im „Zhuangzi“ auch Abschnitte, die in scharfem Kontrast zur Konfuzianischen Schule stehen. Während für Konfuzius erst der gesellschaftliche Einsatz des Menschen die Ordnung der Welt garantieren konnte, sieht das „Zhuangzi“ gerade in den von den Weisen aufgestellten Regeln die Ursache für die Unruhe und das Ungleichgewicht. Deshalb heißt es:

„Ich habe gehört, wie man unterm Himmel lebt und die Dinge geschehen läßt; ich habe nicht gehört, wie man den Staat regiert. Wer lebt, sorgt sich, daß alles unterm Himmel seine [ursprüngliche] Natur verliert; wer die Dinge geschehen läßt, sorgt sich, daß alles unterm Himmel seine [ursprüngliche] Lebenskraft einbüßt. Wer dafür sorgt, daß nichts unterm Himmel seine Natur verliert, nichts seine Lebenskraft einbüßt, der regiert den Staat.“

Die Welt ist also keine Aufgabe. Sie ist schon erreicht. Die Philosophie des Zhuangzi ist geprägt von einem Vertrauen in den Lauf der Welt, der ganz von sich aus geschieht. Die Welt muss nicht erst eingerichtet werden, so dass der Mensch in ihr wohnen kann. Das Zhuangzi verweist auf einen natürlichen Urzustand:

„Zur Zeit des [Königs] Hexu blieb das Volk zu Hause und wußte nicht, was zu tun ist, es lief herum und wußte nicht, wohin; es aß, was es zwischen die Zähne bekam und war zufrieden, es füllte sich den Bauch und spazierte umher – dazu war es fähig, und das war genug. Dann erschienen die Weisen, um mit Ritualen und Musik alles unterm Himmel zurechtzubiegen und zurechtzurücken; sie ließen dem Land Menschlichkeit und Rechtschaffenheit angedeihen, um den Herz-Geist von allen unterm Himmel zu beruhigen – und das Volk begann, sich auf die Zehenspitzen zu stellen in seiner Gier nach Wissen, es wetteiferte im Erzielen von Gewinn und konnte damit nicht mehr aufhören. Das ist der Fehler der Weisen.“

Die Welt hätte einer Ordnung nicht bedurft, sie war ganz von sich aus in Ruhe. Um diesen Zustand wieder einkehren zu lassen, empfiehlt das „Zhuangzi“ das Wu wei, das Nicht-Handeln: „Darum, wenn ein großer Mann gezwungen ist, sich mit der Regierung der Welt abzugeben, so ist am besten das Nicht-Handeln. Durch Nicht-Handeln kommt man zum ruhigen Abfinden mit den Verhältnissen der Naturordnung.“ Dabei meint das Nicht-Handeln nicht, dass man gar nichts tun soll. Vielmehr bezieht es sich darauf, nicht in das Walten des Dao einzugreifen, das von sich aus die Welt im geordneten Fluss hält. Die Haltung des Wu Wei wird im „Zhuangzi“ anhand von drei Hauptpunkten verdeutlicht:
Den Nutzen nicht überbewerten

Zigong (Meister Dienstleistung) reiste nach Süden in den Staat Chu; als er auf dem Rückweg nach Jin das südliche Ufer des Han-Flusses passierte, sah er einen Mann, der gerade seinen Garten zum Bepflanzen vorbereitete; er hatte ein Brunnenloch ausgehoben, in das stieg er hinein, füllte eine Kanne mit Wasser und kletterte wieder heraus, um sie auszugießen – er wandte sehr viel Mühe auf, benötigte viel Kraft, doch all das zeigte nur geringe Wirkung. Zigong sprach: „Da gibt es doch eine Maschine, mit der du an einem Tag hundert Gärten bewässern kannst; du benötigst nur wenig Kraft, und es hat doch eine große Wirkung – willst du sie nicht ausprobieren, Meister?“
Der Gärtner blickte auf und fragte: „Wie das?“
Zigong antwortete: „Sie wird aus Holz gebaut, hinten schwer, vorn leicht, hebt sie das Wasser hoch, daß es nur so sprudelt, als würde es kochen – sie wird Hebelpumpe genannt.“

Der Gärtner erzürnte, lief rot an, dann lachte er auf und sprach: „Ich hörte meinen Lehrer sagen: ‚Wer eine Maschine benutzt, muß sich mit der Maschine beschäftigen; wer sich mit Maschinen beschäftigt, übernimmt den Herz-Geist der Maschine. Wer den Herz-Geist einer Maschine in der Brust trägt, der kann keine Einfachheit und Reinheit erlangen; wer keine Einfachheit und Reinheit erlangen kann, dessen geistiges Leben ist ruhelos; ein ruheloser Geist kann das Dao nicht in sich aufnehmen.‘ Es liegt nicht daran, daß ich diese Maschine nicht kenne, ich schäme mich, sie zu benutzen.“
Dem Weg des Himmels nicht nachhelfen
Die Haltung des Wu Wei betrifft auch vermeintlich positives Eingreifen in das Von-sich-aus-so-sein der Dinge und Lebewesen:

„Ein Sumpffasan muß zehn Schritte gehen, um einen Happen zu picken, hundert Schritte, um einmal zu trinken, aber er will nicht im Käfig gehalten werden. Selbst wenn man ihn wie einen Gott oder einen König behandeln würde, fände er es nicht gut.“

Politisches Eingreifen

Jian Wu traf [den närrischen Einsiedler] Jie Yu. Der närrische Jie Yu fragte: „Was hat dir Rizhong Shi (Mittäglicher Beginn) erzählt?“
Jian Wu sprach: „Er sagte mir: Der Herrscher sollte selbst als Beispiel vorangehen mit Maß, Rechtschaffenheit und Regeln – wer wagt es von den Menschen dann, nicht auf ihn zu hören, und alles wandelt sich!“

Der närrische Jie Yu sprach: „Das ist Betrügermoral. Wer auf diese Weise unterm Himmel regiert, gleicht jemandem, der das Meer durchwatet, Löcher in einen Fluß bohrt oder einer Mücke befiehlt, einen Berg zu tragen. Wenn der Weise regiert, regiert er nur Äußerlichkeiten? Erst wenn er es aufrichtig meint, dann handelt er; mit Wahrhaftigkeit führt er die Angelegenheiten zu Ende. Der Vogel fliegt empor, um der Verwundung durch den Pfeil des Schützen zu entfliehen; das Mäuschen bohrt Gänge unterm Feldaltar, um der Gefahr, ausgeräuchert oder ausgegraben zu werden, zu entrinnen – sogar diese beiden kleinen Wesen wissen mehr davon!“
Letztendlich ist also auch der Eifer, die Welt politisch zu ordnen, vergebens, denn zum einen ist dies so überflüssig, wie wenn man dem Gelben Fluss ein Bett graben wollte, zum anderen wissen die Menschen ohnehin, wie sie den Vorschriften und Gesetzen entgehen, so wie der Vogel in die Höhe fliegt, um dem Pfeil zu entkommen.

#### Anschmiegsamkeit
Die Haltung des Wu Wei zeigt sich jedoch nicht nur anhand eines milden und trotzdem schirmenden Herrschens oder im Unterlassen umfassender Eingriffe in die Natur (den Weg des Himmels), sondern auch in den alltäglichen praktischen Dingen des Lebens. Dies verdeutlicht die Geschichte des Kochs Pong, in welcher die Anschmiegsamkeit an die Dinge und die Welt verdeutlicht wird:

Koch Ding (Herr Mündig) schlachtete ein Rind für den Edelmann Wen Hui (Kultivierte Güte). Wo immer er Hand anlegte, die Schulter dagegenstemmte, den Fuß aufsetzte, das Knie drückte, splitterte es, krachte es – zick, zack –, sein Messer spielte eine Melodie; es gab kein Geräusch, das nicht vollkommene Musik war. Alles paßte zum „Tanz des Maulbeerbaumwaldes“ und zum „Jing-Shou-Lied“.
Zum Fürsten sprach der Koch darüber:
„Als ich einst anfing, Rinder zu schlachten, sah ich nichts als das Rind. Drei Jahre später versuchte ich das Rind als Ganzes zu sehen. Jetzt nun schaue ich mit dem Geist und nicht mit den Augen; Wahrnehmung und Wissen setzen aus, der Geist aber schreitet weiter voran. Entlang der natürlichen Maserung schlage ich ein großes Loch, folge den großen Öffnungen, halte mich an das, was im Tier selbst ursprünglich schon da ist. Sehnen und Äderchen, wo das Fleisch fest angewachsen ist, halten mich nicht auf, schon gar nicht die großen Knochen. Ein guter Koch wechselt jedes Jahr das Messer, denn er schneidet; der gewöhnliche Koch wechselt jeden Monat das Messer, denn er hackt. Nun, mein Messer hält schon neunzehn Jahre, ich habe Tausende Rinder damit geschlachtet, und des Messers Schneide ist wie frisch geschliffen. “

Schneiden statt Hacken – das wäre die Anschmiegsamkeit eines wahrhaftigen Menschen. Statt mit Gewalt seinen Willen gegen die Dinge durchzusetzen, zu hacken, schmiegt er sich den Dingen an. Indem er dem Dao folgt, lässt er sein Messer durch das Rind gleiten, so dass dieses zerlegt wird und von ganz alleine in seine Einzelteile zerfällt. Es finden sich im Zhuangzi noch weitere ähnliche Geschichten, in denen es darum geht, dass die handwerkliche Fertigkeit, welche dem Dao entspricht, nicht wörtlich zu übermitteln ist, sondern einzig im Tun sich einstellt. Heutige Interpretationen westlicher Autoren sehen in dieser Geschichte dann auch die theoretische Entfaltung eines Gegensatzes von technischem und intuitiven Wissen.
Zugleich ist die Geschichte ein Gleichnis auf die Lebensführung: Nachdem der Koch seinen Vortrag gehalten, bedankt sich der Fürst mit den Worten: „Vortrefflich! Ich habe die Worte eines Kochs gehört und habe die Pflege des Lebens gelernt.“ Die Worte eines Kochs (und nicht eines Priesters!) verraten, wie es sich am besten lebt: Dünn wie eine Klinge zu sein und zwischen den Menschen und ihren Streitereien hindurchgleiten, sich nicht hervorzutun mit seinen Fähigkeiten. Gar nutzlos zu sein gegenüber den menschlichen Ansprüchen erhebt Zhuangzi zum Ideal: Wie ein Baum „dessen Zweige krumm und knorrig sind, so dass sich keine Balken daraus machen lassen“ und „dessen Wurzeln auseinanderspringen, so dass sich keine Särge daraus machen lassen“ entgeht man der Vernutzung in einem Amt oder Beruf, führt unbehelligt ein langes Leben und endet so seiner Jahre Zahl. (Buch IV: 4, 5, 6). Zhuangzi verbindet dies außerdem mit dem Begriff der Spur: Wenn Menschen und Weise dem Dao folgen, dann „hinterlassen ihre Taten keine Spur, und ihre Werke werden nicht erzählt.“

#### Politik
Die wichtigste politische Frage der Zeit bestand darin, wie die zwischenmenschlichen Beziehungen in Ordnung zu halten sind, also in der Frage der Moral. Während die Konfuzianer für eine strenge Einhaltung der Moral kämpften und die Fügung des Einzelnen unter die Gruppe, betont Zhuangzi, dass moralische Regeln lediglich menschengemacht sind. Sie sind nur notwendig, weil die Menschen von ihrer ursprünglichen und friedlichen Natur abweichen. Allerdings führen sie nicht zu einem neuen geordneten Zustand, sondern stürzen die zwischenmenschlichen in nur noch weitere Verstrickungen – die Menschen fallen vom Dao ab, sie vergessen den Weg des Himmels.
Selbst wenn es allerdings gelingen sollte, die Einhaltung aller Regeln politisch durchzusetzen, so ist damit noch nicht gewonnen, denn gerade nun droht die Gefahr des Missbrauchs:

„Wo Kisten aufgebrochen, Säcke geplündert und Truhen von Dieben geöffnet werden, dort wappnet man sich, um sich zu schützen, mit Seilen und Schnüren, die festgezurrt werden, verstärkt Riegel und Schloß – gewöhnlich nennt alle Welt das klug. Doch wenn ein richtig großer Dieb kommt, dann lädt er sich die Truhe auf den Rücken, schleppt die Kiste weg, wirft den Sack über die Schulter und rennt davon, wobei er nur bangt, ob die Schnüre und Stricke, Riegel und Schlösser auch ja fest genug halten! Heißt das nicht, daß derjenige, der von allen klug genannt wird, nur für den großen Dieb gehortet hat?“

Während man sich also mit der Moral gegen die kleinen Diebe schützt, so wie man ein Schloss an die Kiste macht, stehlen die großen Diebe gleich die ganze Kiste und sind beim Forttragen noch froh darum, dass sie so fest verschlossen ist. Genauso dienen Moral und Tugend der gewöhnlichen Menschen dem Tyrannen, das Land zu unterwerfen. Er stiehlt gleich die ganze Kiste und wird dafür nicht einmal Strafe zu fürchten haben: „Wenn einer eine Spange stiehlt, so wird er hingerichtet. Wenn einer ein Reich stiehlt, so wird er Fürst!“
Als Grund für die räuberischen Fürsten und die nie endenden moralischen Verstrickungen sieht das „Zhuangzi“ die Predigten der heiligen Weisen und Gelehrten an (wobei nicht klar ist ob hierzu Konfuzius persönlich gerechnet werden kann):

Daher heißt es: „Wölpt man die Lippen, werden die Zähne kalt; ist der Wein von Lu dünn, wird Handan belagert; wird ein Weiser geboren, erscheinen die großen Diebe.“ Überwinde die Weisen, laß Diebe und Räuber frei laufen, dann kehrt unterm Himmel alles zu seiner ursprünglichen Ordnung zurück.

### Das Philosophieren

#### Grund
Die folgende Geschichte aus dem Zhuangzi ist besonders bekannt, ihr Titel ist Die Freude der Fische. Zhuangzi unterhält sich mit Hui Shi (ca. 300–250 v. u. Z., hier Huizi) einem Hauptvertreter der Sophistenschule (ming jia):

Zhuangzi und Huizi gelangten beim Spazierengehen auf die Brücke, die über den Hao-Fluß führt. Zhuangzi sprach: „Wie die Fische hochspringen und umhertollen – das ist die Freude der Fische.“
Huizi sprach: „Du bist kein Fisch, woher weißt du, woran sich die Fische erfreuen?“
Zhuangzi erwiderte: „Du bist nicht ich, woher weißt du, daß ich nicht weiß, woran sich die Fische erfreuen?“
Huizi sprach: „Ich bin nicht du, gewiss, ich weiß nicht, was du weißt; genauso gewiss bist du kein Fisch und kannst überhaupt nicht wissen, woran sich Fische erfreuen.“
Zhuangzi sprach: „Lass uns zum Eigentlichen zurückkommen, bitte. Du fragst: ‚Woher weißt du, woran sich die Fische erfreuen?‘, dabei weißt du schon, daß ich es weiß, und du fragst mich trotzdem; ich weiß es, indem ich hier oben am Flussufer stehe.“

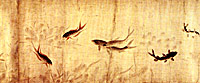
Die Freude der Fische, 1291 von Zhou Dongqing.

Indem Zhuangzi auf den Ausgangspunkt des Gesprächs hinweist, kommt er zugleich auf das unmittelbar Gegebene zurück: „Dabei wusstet Ihr ganz gut, dass ich sie kenne.“ Die Welt ist immer schon so wie sie ist offenbar: Die Freude der Fische bedarf keiner Erklärung, keiner Rückführung auf einen Grund, welcher die Wahrheit versichert. Alle nachträglichen Versuche, sie diskursiv und argumentativ zu be-gründen, müssen scheitern, denn es gibt nichts, was zur Erkenntnis über die Freude der Fische hinzutreten könnte und diese so noch „offenbarer“ machen könnte. Unsinnig hingegen ist es, das Offenbare abzulehnen und dann nach etwas anderem zu fragen, was dieses begründen könnte. Der methodische Zweifel ist Zhuangzi fremd.

#### Argumentation
Da Zhuangzi es ablehnte, das Denken nach Gründen suchen zu lassen und sich an diesen auszurichten, verwarf er auch den damit verbundenen Rechtfertigungsanspruch, also die Verpflichtung, seine Meinung im Gespräch zu begründen. Der rational geführte Diskurs, dessen Regeln durch das Argument bestimmt sind, ist kein Mittel der Wahrheitsfindung:

Angenommen, wir beide tauschen Argumente aus, du schlägst mich und ich gebe mich geschlagen – hast du dann wirklich recht und habe ich dann wirklich unrecht? Wenn ich dich schlage und du gibst dich geschlagen – habe ich dann wirklich recht und hast du dann wirklich unrecht? Hat tatsächlich der eine recht, der andere unrecht? Haben wir beide recht oder liegen wir beide falsch? Wenn weder du noch ich, wir beide es nicht wissen können, wie dunkel und unklar bleibt es dann erst für andere Menschen. Wen sollen wir also entscheiden lassen, wer recht hat? Jemanden, der mit dir übereinstimmt? Wenn er mit dir übereinstimmt, wie kann er dann entscheiden? Jemanden, der mit mir übereinstimmt? Wenn er mit mir übereinstimmt, wie kann er dann entscheiden? Jemanden, der von uns beiden abweicht? Wenn er von uns beiden abweicht, wie kann er dann entscheiden? Jemanden, der mit uns beiden übereinstimmt? Wenn er mit uns beiden übereinstimmt, wie kann er dann entscheiden? Wenn also weder du noch ich noch irgendein anderer es wissen kann, auf wen sollen wir dann warten? Wer auf unterschiedliche Stimmen wartet, der wartet gleichsam auf nichts.

Zhuangzi war sich der gesellschaftlichen Funktion des Diskurses bewusst, welche er jedoch als zweitrangig zurückwies: „Der Berufene hat (die Wahrheit) als innere Überzeugung, die Menschen der Masse suchen sie zu beweisen, um sie einander zu zeigen.“ Der Wille, sich gegenseitig zu überzeugen oder den anderen argumentativ auszustechen, ist schon in den Einzelegoismen verwurzelt. Das Dao selbst bedarf nicht des Beweises, denn so wie große Liebe nicht liebevoll ist (weil sie alles umfasst) und großer Mut nicht tollkühn ist (weil er nicht auch tollkühn ist), ist alles im Dao inbegriffen. Selbst keine Eigenschaft von etwas, lässt es sich aber sprachlich nicht fassen und daher heißt es „sucht man mit Worten zu beweisen, so erreicht man nichts.“

## Wirkung und Rezeption

### In China
Allgemein
Das Werk gehört zu den meistbeachteten der chinesischen Geistesgeschichte, strahlte über Korea nach Japan aus, beeinflusste nicht nur Literaten, sondern auch Maler und Musiker. Über alle Zeiten unbestritten war vor allem die literarische Schönheit der Texte; viele Geschichten aus dem Buch Zhuangzi wurden in der chinesischen Literatur zu Topoi, die über Jahrhunderte hinweg immer wieder aufgenommen wurden. Die Idiomatik des Zhuangzi hat die Entwicklung der chinesischen Volkssprache (bai hua) nachhaltig geprägt.
Das „Zhuangzi“ hatte darüber hinaus großen Einfluss auf die originär chinesische Richtung des Buddhismus, den Chan-Buddhismus. Mit dem Eindringen des Buddhismus in China entstand ein neues Interesse an metaphysischen Spekulationen, welche die Beschäftigung mit dem „Zhuangzi“ förderten. Auch hat man viele Begriffe des „Zhuangzi“ genutzt, um buddhistische Sanskrit-Sutren zu übersetzen. Gemeinsamkeiten zeigen sich anhand von Begriffen wie „Selbstvergessen“, „Geistlosigkeit“ (im positiven Sinn, wu xin, wörtlich: ohne Herz/Geist) und „Meditation“ (zuo wang, wörtlich: Sitzen in Selbstvergessenheit) sowie der Ablehnung weltgebundener Emotionen.
Kommentartradition
Der Kommentar stellt in China wie auch in Europa den Versuch dar, einem alten Text, den man für wertvoll hält, durch eine neue Erklärung zu Verständnis zu verhelfen. Dabei wird meist der Anspruch vertreten, lediglich die Überlieferung der alten Lehre zu übernehmen, auch wenn sich natürlich zugleich die Möglichkeit bietet, dem Text eigene Deutungen zu unterlegen. Zum „Zhuangzi“ wurden Schätzungen zufolge 200 bis 500 Kommentare verfasst.
Zu den einflussreichsten Kommentatoren gehört der Herausgeber der heute vorliegenden Textversion Guo Xiang (253–312). Seine Interpretation ist für alle darauf folgenden prägend. Guo leitet seinen Kommentar mit den Worten ein, Zhuangzi habe keinen Klassiker verfasst (bu jing), stehe aber an der Spitze der „hundert Schulen“. Damit weist er ihm einen hohen Rang zu, stellt das „Zhuangzi“ aber zugleich unter das Daodejing oder konfuzianische Werke. Eine Einordnung, die in der folgenden Kommentartradition meist aufgegriffen wurde. Guo widmet sich vor allem Zhuangzis Philosophie der Spontaneität. Im Vergleich zu seinem Vorgänger Wang Bi ist für ihn das Dao kein transzendentes Weltprinzip, zu welchem alle Dinge und Wesen streben und welches deren Spontaneität garantiert. Guo macht aus dem übergeordneten Dao ein immanentes Einzelprinzip der Dinge: Es wandelt sich mit den Dingen und findet Erfüllung dadurch, dass die Einzeldinge ihrer Natur entsprechen. Aufgrund dieser Immanenz des Dao kann dieses dann bei Guo auch nicht mehr in der Funktion einer schaffenden Kraft für die Entstehung der Welt verantwortlich gemacht werden. Auch kennt Guo keine Substanzen, die während des ewigen Wandels erhalten blieben. Obgleich der hohen Bedeutung seines Kommentars ging es Guo nicht allein um Darstellung und Erhalt des ursprünglichen Zhuangzi, und so sind viele seiner Deutungen durchaus eigenwillig.
Weitere wichtige Kommentatoren sind: Cheng Xuanying (ca. 620–670), ein daoistischer Mönch und Hauptvertreter der „Schule des doppelten Mysteriums“ (chongxuan xue), der sich für Zhuangzis Theorie der Leere interessiert und Guos Interpretation in einen religiös-buddhistischen Kontext stellt. In der Song-Dynastie der Schriftgelehrte Wang Pang (1042–1076). Lin Xiyi (ca. 1200–1273) in der Ming-Dynastie gibt weniger philologische Hinweise denn eine freie inhaltliche Auslegung, welche die verschiedensten Strömungen der chinesischen Philosophie sowie buddhistischen Sutren zur Interpretation aufgreift. Wichtig sind darauf folgend Luo Miandao (ca. 1240–1300) und Jiao Hong (1541–1620).
Einige der Interpretatoren des „Zhuangzi“ sollen jedoch an diesem außergewöhnlichen Werk gescheitert sein, und so werden Missverständnisse und Fehlinterpretationen angenommen. Als wesentliche Missverständnisse gelten:
1. Zhuangzi wird lediglich als Kommentator von Laozi aufgefasst. Damit werden die Besonderheiten und neuen philosophischen Gedanken des Werks übergangen. Diesen Fehler begingen häufig auch westliche Interpretatoren und Übersetzer wie Giles, Legge und Watson.
2. Das „Zhuangzi“ wurde häufig mit zen-buddhistischen Ideen identifiziert. Hingegen unterscheiden sich beide Denktraditionen deutlich: Während im Buddhismus alles falsch und unwahr ist, so ist für Zhuangzi alles richtig und wahr, während die Metaphysik des Buddhismus idealistisch ist, vertritt Zhuangzi einen Realismus, wenn der Zustand des Nirvana im Buddhismus tendenziell ein metaphysischer ist, so ist Zhuangzis Fasten des Geistes und Sitzen in Selbstvergessenheit ein Zustand, der sich auf das Erkennen der Welt bezieht. Im Zuge der Vermengung dieser Elemente wurde beispielsweise auch vom Zenbuddhist Suzuki der Schmetterlingstraum dahingehend interpretiert, dass es hier im Sinne einer buddhistischen Einheit keinen Unterschied zwischen Traum und Wirklichkeit gäbe, wo doch Zhuangzis Philosophie gerade die Verschiedenheit (aber Gleichwertigkeit) der Perspektiven betont.
3. Ein weiteres Missverständnis sieht in Zhuangzi einen dekadenten Denker eines Zeitalters des Zerfalls, der den bemitleidenswerten Zustand der Welt betrauere. Das Buch richte sich an Rebellen, sozial Ausgeschlossene und weltliche Versager und empfehle diesen, sich von der Welt zurückzuziehen in einen mystischen, naturalistischen und romantischen Urzustand.[89]
4. Aufgrund seiner paradox geführten Angriffe auf Sitte und Moral wurde Zhuangzi häufig für einen Hedonisten gehalten. Hinzu tritt dann eine Lesart, die das Wu Wei schlicht als Gar-nichts-Tun auffasst, was allerdings nur möglich ist, wenn einzelne Teile aus dem Gesamtwerk herausgegriffen werden. Es kann allerdings keinesfalls davon gesprochen werden, sein Ideal sei ein hedonistischer Egoismus gewesen, wie sich schon an den vielen Textabschnitten zeigt, wo ein sich Hingeben an die Außendinge problematisiert wird.
5. Die aufgezählten Missverständnisse führten dann auch dazu, dass Zhuangzi mit den verschiedensten Titeln versehen wurde. So wurde er als Skeptiker, Nihilist, Fatalist, Relativist oder sogar als Evolutionist bezeichnet. Dabei verfehlen diese unterschiedlichen Auszeichnungen aus der Tradition der abendländischen Philosophie gerade die Eigentümlichkeit des Zhuangzi. So kann beispielsweise Zhuangzi nicht als Skeptizist bezeichnet werden, da er überhaupt nicht kognitivistisch dachte. Er kann nicht als Nihilist gelten, da er Werte und Normen nicht gänzlich ablehnte, sondern diese eher im Einklang mit der natürlichen „Ordnung“ suchte. Wenn die Evolution eine Richtung der Entwicklung annimmt, dann wird er auch hier nicht als Vertreter angesehen werden können, da es für ihn nur den universalen Wandel der Dinge gab, der aber nicht geradlinig abläuft. Fatalistisch kann er nicht genannt werden, denn seine Philosophie versucht ja gerade den Menschen hin zu einem spontanen Selbst- und Weltverhältnis zu führen. Auch einen Relativismus wird er nicht vertreten haben, wenn nämlich das Dao alle Dinge des Universums umfasst und durchwaltet, dann gibt es keinen Raum für einen gekünstelten Situationismus.
6. Das Buch als Ganzes wird häufig als ein typisches Beispiel für das Zeitalter des Verfalls genommen. Das Werk sei in seinen Ansichten durch die Erschütterungen des Zeitalters geprägt und habe aber über ein geschichtliches Dokument hinaus keinen Wert als philosophische Schrift. Sein Nutzen bestand nach dieser Auffassung lediglich darin, als Tröster für die Zeitgenossen gedient zu haben.
7. Interpreten, welche die poetischen Ausführungen Zhuangzis (beispielsweise über den Zhenren, der von weltlichem Schmerz nicht getroffen wird) wörtlich nahmen, bildeten einen Unsterblichkeits-Kultus, der sich auf Xian bezog. Er versteht das Zhuangzi als Anweisung für Unsterblichkeitspraktiken, in dem sich rein technische Anweisungen finden. In dieser Verstellung wurde er dann auch häufig von Herrschern missbraucht, da hierdurch der Aspekt der Selbstkultivierung – der auch die Herrscher in die Pflicht genommen hätte – in den Hintergrund gedrängt werden konnte.
8. Eine interessengelenkte Interpretationsweise versucht durch Herausgreifen einzelner Passagen und bewusstes Übergehen von kritischen Stellen eine Zhuangzi-Interpretation zu geben, die seine Aussagen auf Altbekanntes zurückführt. Vor allem Konfuzianer und Anhänger des Tsou Yen  bedienten sich eines solchen Vorgehens, um sich die Deutungshoheit über das Zhuangzi zu sichern.

### Im Westen
Mit der Übersetzung ins Deutsche durch Richard Wilhelm traf das Werk im intellektuellen Deutschland des frühen 20. Jahrhunderts auf großes Interesse. Karl Jaspers sah in Zhuangzi einen der beeindruckendsten chinesischen Denker: „Die bewunderungswürdige Erfindungsgabe Dschuang Tsii's, seine eindringenden Gedanken über die Welt und Wirklichkeit, über Sprache, über die mannigfachen psychologischen Zustände, sein Reichtum machen ihn zu einem der interessantesten chinesischen Autoren.“ Auch Hermann Hesse hat in seiner Auseinandersetzung mit asiatischer Philosophie und Literatur Bewunderung für Zhuangzi gefunden: „Von allen Büchern chinesischer Denker, die ich kenne, hat dieses am meisten Reiz und Klang.“ Der Philosoph Martin Heidegger, der schon früh im Dialog mit asiatischen Denkern stand, kann ebenfalls durch die Schrift des Zhuangzi beeinflusst gelten. So lässt er sich zum Beispiel, als er 1930 nach einem Vortrag etwas zum Thema Intersubjektivität sagen möchte, das Buch Zhuangzi bringen und liest daraus „Die Freude der Fische“ vor.
Von chinesischen Philosophen kritisch gesehen wurde die neuere Rezeption durch analytische Philosophen. Diese versuchen beispielsweise Zhuangzis „freche Worte“ („goblet words“ A. C. Graham) zu „entmystizieren“, indem sie Interpretationen geben, die ihn an ein modernes philosophisches Vokabular anpassen. Dies sei oft mit der Einstellung verbunden, Zhuangzi hätte es sicher auch so geschrieben, wenn ihm schon die modernen Begriffe zur Verfügung gestanden hätten. Entsprechend sei es Aufgabe einer modernen Interpretation, Zhuangzis ungenaue und suggestive Ausdrücke durch ein eindeutiges analytisches Vokabular zu ersetzen. Problematisch ist hierbei nicht so sehr das anachronistische Herangehen, vielmehr wird dabei übersehen, dass Zhuangzi bewusst den Gebrauch von Fachausdrücken vermied (die es auch schon zu seiner Zeit gab) und stattdessen seine Philosophie in Geschichten und Dialoge eingebunden hat. Versuche das „Zhuangzi“ durch das Sieb der modernen Fachbegriffe zu treiben, sind jedoch nicht nur für westliche, sondern auch für moderne chinesische Philosophen häufig, die allerdings häufig durch die westlichen Diskurse geprägt sind.
Einordnungen Zhuangzis als Skeptiker, Relativisten oder Perspektivisten finden sich beispielsweise bei Hansen, welcher die Meinung vertritt, Zhuangzi lehre einen perspektivischen Relativismus, da jedes Urteil kontextabhängig sei; da jeder Standpunkt wiederum nur kontextbezogen sei, gäbe es nach Zhuangzi kein objektives Wissen. Raphals sieht in Zhuangzi einen Skeptiker, der zwar keine skeptizistische Doktrin vertrete, aber sich der skeptizistischen Methode bediene. Ivanhoe lehnt es ab, Zhuangzi als sensualistischen Skeptiker zu bezeichnen, und macht stattdessen geltend, Zhuangzi habe einen epistemologischen und sprachphilosophischen Skeptizismus vertreten, da er sowohl konzeptuales Wissen als auch logische und sprachliche Unterscheidungen in richtig und falsch ablehnt.
Komparativ angelegte Studien vergleichen Zhuangzi mit westlichen Philosophen, darunter Nietzsche, Heidegger, Cassirer und Derrida. Eine Hörspielbearbeitung bringt Zhuangzi in einen fiktiven Dialog mit Meister Eckhart.

### Ausgaben
- Wáng Xiàoyú 王孝魚 (Hg.), Guō Qìngfān 郭慶藩: Zhuāngzǐ jíshì 《莊子集釋》. Beijing: Zhōnghuá shūjú 中華書局, 1961.[104]
- Chen Guying 陈鼓应 (Übersetzung und Kommentar): Zhuangzi jinzhu jinyi 庄子今注今译. 1983.

### Übersetzungen
Die erste Übersetzung ins Deutsche brachte Martin Buber 1910 unter dem Titel „Reden und Gleichnisse des Tschuang-tse“ heraus. Sie bietet nur eine Auswahl und wurde nicht aus dem chinesischen Original, sondern aus dem Englischen übersetzt. Es gibt zahlreiche weitere Übersetzungen des Zhuangzi ins Deutsche; die umfangreichsten sind die von Richard Wilhelm aus dem Jahr 1912, die von Mair/Schuhmacher aus dem Jahr 1998 sowie eine vollständige, am ursprünglichen Text (textus receptus) orientierte Übersetzung von Viktor Kalinke aus dem Jahr 2017.
Wilhelms „Dschuang Dsi“-Übersetzung erfolgte direkt aus dem Chinesischen ins Deutsche; sie zeichnet sich durch ein poetisches Goethe-Deutsch aus, ist jedoch nicht vollständig. Wilhelm wies selbst darauf hin, dass seine Übersetzung fachliche Mängel habe. Die gedruckten chinesischen Kommentare zum „Dschuang Dsi“ hätten ihm weder dringend benötigtes grammatisches noch philologisches Material geliefert. Er habe nur auf den Rat eines chinesischen Fachmannes zurückgreifen können. Daher müsse er „von seiner Übersetzung behaupten, daß sie Dschuang Dsi so wiedergibt, wie ich ihn verstehe“.
Mair/Schumacher ist eine Übersetzung Mairs vom Chinesischen ins amerikanische Englisch, Schuhmacher übertrug dies ins Deutsche. Damit lag erstmals der vollständige „Zhuangzi“ im Deutschen vor. Die Übersetzung ist durch den modernen Sprachgebrauch geprägt; sie verwendet Begriffe wie „Profit“, „Transformation“, „Evolution“, „Verhaltenskodex“, „instabil“ und „identifizieren“. Dies wird z. B. von Wohlfart negativ kommentiert.
Eine zweisprachige, kommentierte und vollständige Übersetzung mit philologischem Apparat aus dem altchinesischen Original (textus receptus) ins Deutsche wurde 2017 von Viktor Kalinke vorgelegt. Es handelt sich um die einzige vollständige Zhuangzi-Ausgabe im deutschsprachigen Raum. Sie enthält auch den chinesischen Text (orientiert an der Standardversion nach Guo Xiang), die Lautumschrift Pinyin sowie ein ausführliches Vorwort zum internationalen Forschungsstand. Begleitend zur Übersetzung wurde ein Glossar angelegt, das nicht nur die Kernbegriffe, sondern alle im Zhuangzi und im Laozi vorkommenden Zeichen umfasst. Es ermöglicht einen vollständigen Wortschatzvergleich zwischen den Büchern Laozi und Zhuangzi. In die Übersetzung eingeflossen ist außerdem die Lektüre führender englischsprachiger Übersetzungen sowie klassischer altchinesischer Kommentare zum Zhuangzi. Im Ergebnis ist eine hinsichtlich ihrer Zuverlässigkeit überprüfbare Referenzausgabe entstanden, die dem deutschsprachigen Publikum Anschluss an die lebhafte internationale (vor allem amerikanisch-chinesische) Diskussion zum Daoismus verschafft und als Textgrundlage für weitere Betrachtungen zum frühen Daoismus dienen kann.
Als Übersetzungen in englischer und französischer Sprache seien genannt: Die neuere Übersetzung von Burton Watson, ferner die Teilübersetzungen von Angus Graham und Feng Youlan und die alten Übertragungen von James Legge und Herbert Giles u. a. „Es gibt nicht die Übersetzung, sondern viele Übersetzungen.“ kommentiert Günter Wohlfart in der Einleitung seiner Übersetzung diese Aufzählung."Die Verschiedenheit der Übersetzungen-Interpretationen", fügt Wohlfart an, „öffnet den Blick für die Polyperspektivität des Textes, verdeutlicht damit aber auch die Notwendigkeit, diesen Text im Original unter die Lupe zu nehmen.“
- Feng Youlan: Chuang-Tzu. A New Selected Translation with an Exposition of the Philosophy of Kuo Hsiang. Commercial Press 1931.
- Burton Watson: The Complete Works of Chuang Tzu. Columbia University Press 1968.
- Angus Graham: Chuang-tzu. The Seven Inner Chapters and other Writings from the book Chuang-tzu. London 1981.
- Jean-Claude Pastor: Zhuangzi. Les chapitres intérieurs. Paris 1990.
- Zhuangzi Speaks, The Music of Nature, Adapted and Illustrated by Tsai Chih Chung. Translated by Brian Bruya, Afterword by Donald J. Munro. Princeton University Press 1992.
- Dschuang Dsi: Das wahre Buch vom südlichen Blütenland. Übers. Richard Wilhelm. Diederichs, Düsseldorf 1998, ISBN 3-424-01453-2. Wieder Weltbild, Augsburg o. J. (2004, wieder 2008) mit ausführl. Einleitung und Anmerkungen des Übers., Stichwortverzeichnis. Ohne ISBN, Reihe: Sammler-Editionen.
- Zhuangzi – Das klassische Buch daoistischer Weisheit. Übersetzt von Victor H. Mair und Stephan Schuhmacher. Wolfgang Krüger Verlag, ISBN 3-8105-1259-1.
- Mit den passenden Schuhen vergißt man die Füße – ein Zhuangzi-Lesebuch. Übersetzt und herausgegeben von Henrik Jäger. Ammann, Zürich 2009, ISBN 978-3-250-10529-9.
- Das Dao des Zhuangzi: Einige unnütze Gedanken. Übersetzt von Martin Bödicker. CreateSpace Independent Publishing Platform, 2016, ISBN 978-1-5393-7824-2.
- Zhuangzi. Gesamttext und Materialien. Übersetzt von Viktor Kalinke Vollständige, kommentierte, zweisprachige Ausgabe, Leipziger Literaturverlag, 2018, ISBN 978-3-86660-222-9
- Zhuangzi. Das Buch der daoistischen Weisheit. Aus dem Chinesischen von Viktor Kalinke, Stuttgart: Reclam, 2019, ISBN 978-3-15-011239-7.
- Zhuangzi – Ausgewählt. [Was bedeutet das alles?] (= Reclams Universal-Bibliothek). 1. Auflage. Reclam, Ditzingen 2021, ISBN 978-3-15-014091-8 (aus dem Chinesischen übersetzt von Viktor Kalinke).

### Sekundärliteratur
Deutsch
- Jean-Francois Billeter: Ding, der Koch, zerlegt ein Stück Rind. Eine grundsätzliche Annahme über den Ausgangspunkt philosophischen Denkens in China. In: Asiatische Studien. 36, 2, 1982, ISSN 0004-4717, S. 85–101.
- Tsung-T'ung Chang: Metaphysik, Erkenntnis und praktische Philosophie im Chuang-Tzu. Zur Neu-Interpretation und systematischen Darstellung der klassischen chinesischen Philosophie. Klostermann, Frankfurt am Main 1982, ISBN 3-465-01520-7.
- J. C.Cooper: Was ist Taoismus. Der Weg des Tao. Eine Einführung in die uralte Weisheitslehre Chinas. Neuausgabe. 1. Auflage. Barth, München u. a. 1993, ISBN 3-502-62112-8.
- Chiao Kwan-Hua: Darstellung der Philosophie des Dschuang Dsi. Ruhr-Universität Bochum, Bochum 1999 (Arcus-Texte 7), (Zugleich: Tübingen, Univ., Diss., 1937).
- Hans-Georg Möller: In der Mitte des Kreises. Daoistisches Denken. Insel-Verlag, Frankfurt am Main u. a. 2001, ISBN 3-458-34459-4 (Insel-Taschenbuch – Sachbuch – Philosophie 2759).
- Annette Specht: Der Zhuangzi-Kommentar des Zhu Dezhi (fl. 16. Jh.). Zur Rezeption des Zhuangzi in der Ming-Zeit. Verlag Dr. Kovač, Hamburg 1998, ISBN 3-86064-588-9 (Schriftenreihe Boethiana 33), (Zugleich: Bonn, Univ., Diss., 1996).
- Tschuang-tse: Der Mann des Tao und andere Geschichten. Übertragen von Thomas Merton. Goldmann, München 2005, ISBN 3-442-21709-1 (Goldmann 21709 Arkana).
- Arthur Waley: Lebensweisheit im alten China. Suhrkamp, Frankfurt am Main 1974, ISBN 3-518-36717-X (Suhrkamp-Taschenbuch 217).
- Günter Wohlfart: Zhuangzi. Herder, Freiburg (Breisgau) u. a. 2002, ISBN 3-451-05097-8 (Herder-Spektrum 5097 Meister der Spiritualität).
- Zhuangzi. Das Buch der daoistischen Weisheit. Aus dem Chinesischen von Viktor Kalinke. Reclam, Stuttgart 2019, ISBN 978-3-15-011239-7.
- Michael Wittschier, Auf dem Weg ins südliche Blütenland. Leipziger Literaturverlag, 2025, ISBN 978-3-86660-305-9

Englisch
- Roger T. Ames (Hrsg.): Wandering at Ease in the Zhuangzi. State University of New York Press, Albany NY 1998, ISBN 0-7914-3921-6 (SUNY Series in Chinese Philosophy and Culture).
- Scott Cook (Hrsg.): Hiding the World in the World. Uneven Discourses on the Zhuangzi. State University of New York Press, Albany NY 2003, ISBN 0-7914-5865-2 (SUNY Series in Chinese Philosophy and Culture).
- Steve Coutinho: Zhuangzi and Early Chinese Philosophy. Vagueness, Transformation and Paradox. Ashgate, Aldershot 2004, ISBN 0-7546-3730-1 (Ashgate World Philosophies Series).
- A. C. Graham: Chuang-tzu. The Seven Inner Chapters and other Writings from the Book Chuang-tzu. = The Inner Chapters. Allen & Unwin, London u. a. 1981, ISBN 0-04-299010-6 (Auch: Allen & Unwin, Boston u. a. 1981, ISBN 0-04-299010-6).
- Paul Kjellberg, Ivanhoe Kjellberg (Hrsg.): Essays on Skepticism, Relativism, and Ethics in the Zhuangzi. State University of New York Press, Albany NY 1996, ISBN 0-7914-2891-5 (SUNY Series in Chinese Philosophy and Culture).
- W. Allyn Rickett: Guanzi. Political, Economic, and Philosophical Essays from Early China. Band 2: Chapters XII, 35-XXXIV, 86. Princeton University Press, Princeton NJ 1998, ISBN 0-691-04816-9 (Princeton Library of Asian Translations).
- Bryan W. Van Norden: Competing Interpretations of the Inner Chapters of the „Zhuangzi“. In: Philosophy East and West. 46, 2, April 1996, ISSN 0031-8221, S. 247–268.
- Kuang-Ming Wu: Chuang Tzu. World Philosopher at Play. Crossroad u. a., New York NY 1982, ISBN 0-89130-537-8 (American Academy of Religion studies in religion 26).
- Kuang-Ming Wu: The Butterfly as Companion. Meditations on the first three Chapters of the Chuang Tzu. State University of New York Press, Albany NY 1990, ISBN 0-88706-686-0 (SUNY Series in Chinese Philosophy and Culture).
- Wenyu Xie: Approaching the Dao. From Lao Zi to Zhuang Zi. In: Journal of Chinese Philosophy. 27, 4, 2000, ISSN 0301-8121, S. 469–488.
- Fung Yu-Lan: A History of Chinese Philosophy. Band 1: The Period of the Philosophers (from the Beginnings to circa 100 B.C.). Princeton University Press, Princeton NJ 1983, ISBN 0-691-02021-3, S. 221–245 (Princeton Paperbacks).

### Zum Werk
- Literatur von und über Zhuangzi im Katalog der Deutschen Nationalbibliothek
- Harold Roth: Zhuangzi. In: Edward N. Zalta (Hrsg.): Stanford Encyclopedia of Philosophy.
- Steve Coutinho: Eintrag in James Fieser, Bradley Dowden (Hrsg.): Internet Encyclopedia of Philosophy.

### Übersetzungen
- Werke von Zhuangzi bei Zeno.org. in der deutschen Übersetzung von Richard Wilhelm
- englische Übersetzung von James Legge. Auch im Chinese Text Project: Originaltext und Übersetzung Legge
- englische Übersetzung PDF-Dokument der Ausgabe von 1968, Columbia University Press (Memento vom 24. Juli 2013 im Internet Archive) von Burton Watson